# Stèle héroïque

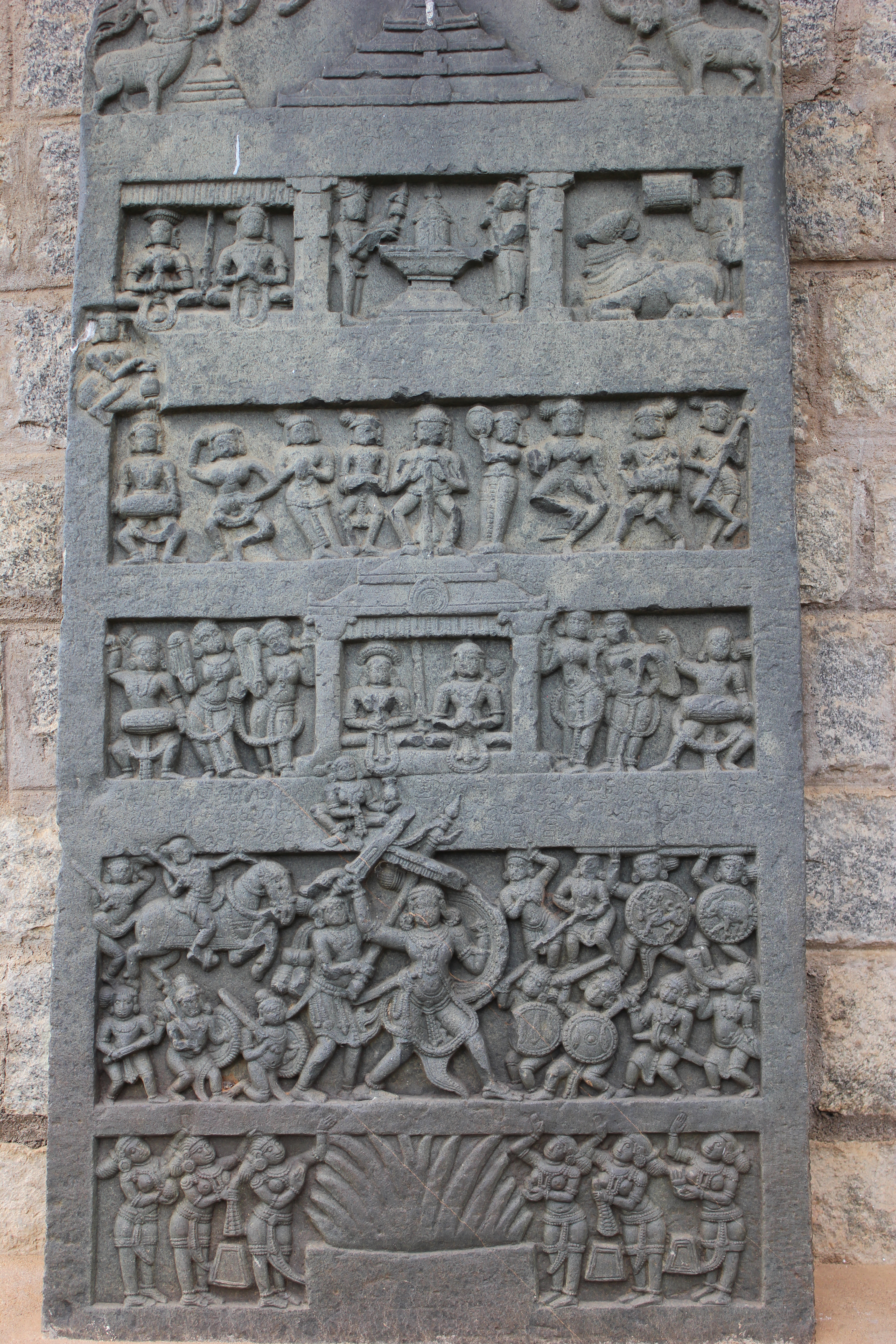
Stèle héroïque datant du règne du roi Yadava Ramachandra (1286) portant une épitaphe en kannada ancien (Temple de Kedareshvara à Balligavi, dans le district de Shimoga, Karnataka).

La stèle héroïque (Vīragallu en kannada, Naṭukal en tamoul) est un type de monument indien commémorant un héros mort au combat. La plupart ont été érigées entre la seconde moitié du premier millénaire de notre ère et le XVIIIe siècle. Elles sont souvent richement ornées de cartouches et de bas reliefs, de frises et de figurines sculptées. Ce sont d'ordinaire des pierres monumentales portant à la base une épitaphe ou le récit d'une bataille. On trouve les stèles les plus anciennes (IVe siècle av. J.-Chr) dans le Tamil Nadu. Selon l’historienne Upinder Singh, la plupart de ces stèles se trouvent dans l'état indien du Karnataka (où l'on en a dénombré 2650 à ce jour), les plus anciennes remontant au Ve siècle. La tradition à l'origine de ces monuments remonterait au IVe siècle.

## Description

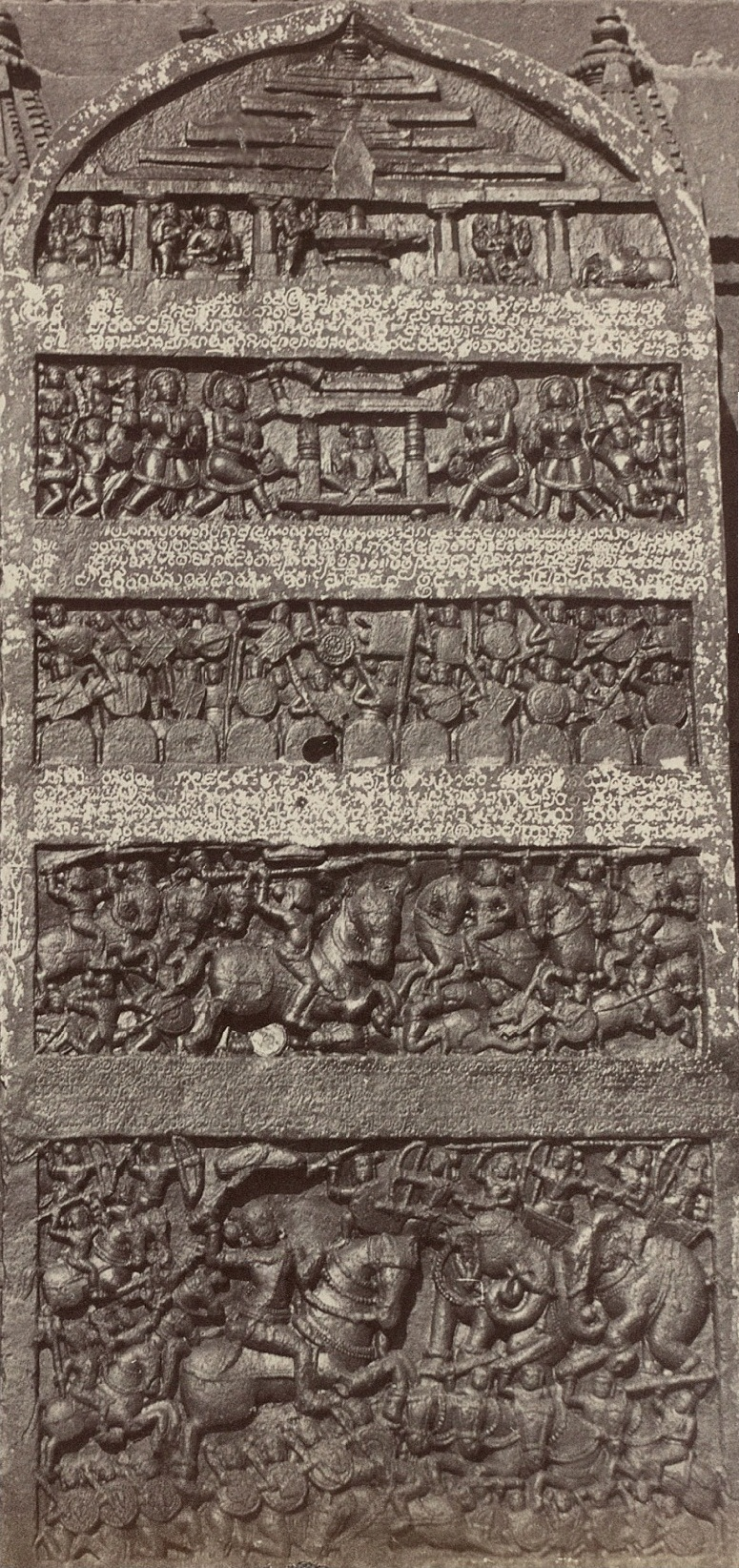
Viragal à cinq cartouches en kannada ancien (XII).

La stèle héroïque se présente le plus souvent comme un triptyque de trois cartouches superposés : le panneau supérieur dépeint le héros invoquant une déesse comme Çiva sous l'aspect de Lingam, Vishnou ou sa gaja Lakshmi, ou encore des tirthankara du jaïnisme ; le panneau intermédiaire dépeint : soit le héros assis sur un palanquin, soit une châsse portée vers les cieux par les apsaras (nymphes) ; le panneau inférieur représente des scènes de bataille.
L'un des plus imposants viragallu (3,85 m de hauteur) se trouve à Betageri, dans le Karnataka. Au Tamil Nadu, le Département d'Archéologie a dénombré des centaines de ces stèles. Celles comportant des inscriptions content les hauts-faits d'un héros, ses batailles, et le nom du roi pour lequel il a combattu. On trouve ces stèles tantôt isolées, tantôt groupées, souvent autour d'une citerne ou d'un lac à l'écart des villages. Une stèle du IXe siècle représente le monarque Pallava Dantivarman chevauchant au galop avec une lance. Une autre a été découverte à Pappapatti dans le district d'Usilampatti, datant probablement du XVIIIe siècle : elle représente un guerrier et sa femme tenant une fleur. La gravure de stèles a connu son apogée à l’ère Sangam, et s'est maintenue jusqu'à la période Nayaka et même jusqu'au début du XIXe siècle. Au mois de mars 2014, on a mis au jour à Vellalankottaï (district de Thoothukudi) une stèle héroïque datant de la dynastie Pandya (VIIIe siècle), rédigée en écriture tamoule Vatteluttu, et une autre consacrée par une femme à son mari, pour avoir tué le léopard qui désolait les troupeaux du village.
En 2017, On a découvert deux stèles du XIIIe siècle célébrant des guerrières chevauchant au combat.
Les stèles héroïques ne célèbrent pas toujours des hommes : ainsi l’inscription d'Atakur (parfois transcrit Athakur), datée de 939 apr. J.-Chr., comporte un court poème en kannada classique, narrant la mort à la chasse du chien favori du souverain Ganga Butuga II

## Galerie

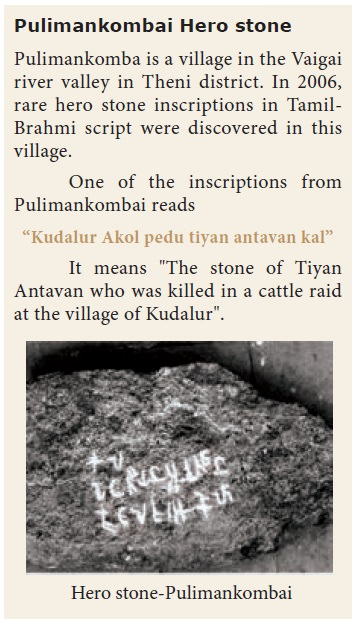
Stèle avec épitaphe en écriture tamoule brahmaniquede l'ère Sangam (district de Theni , Tamil Nadu)
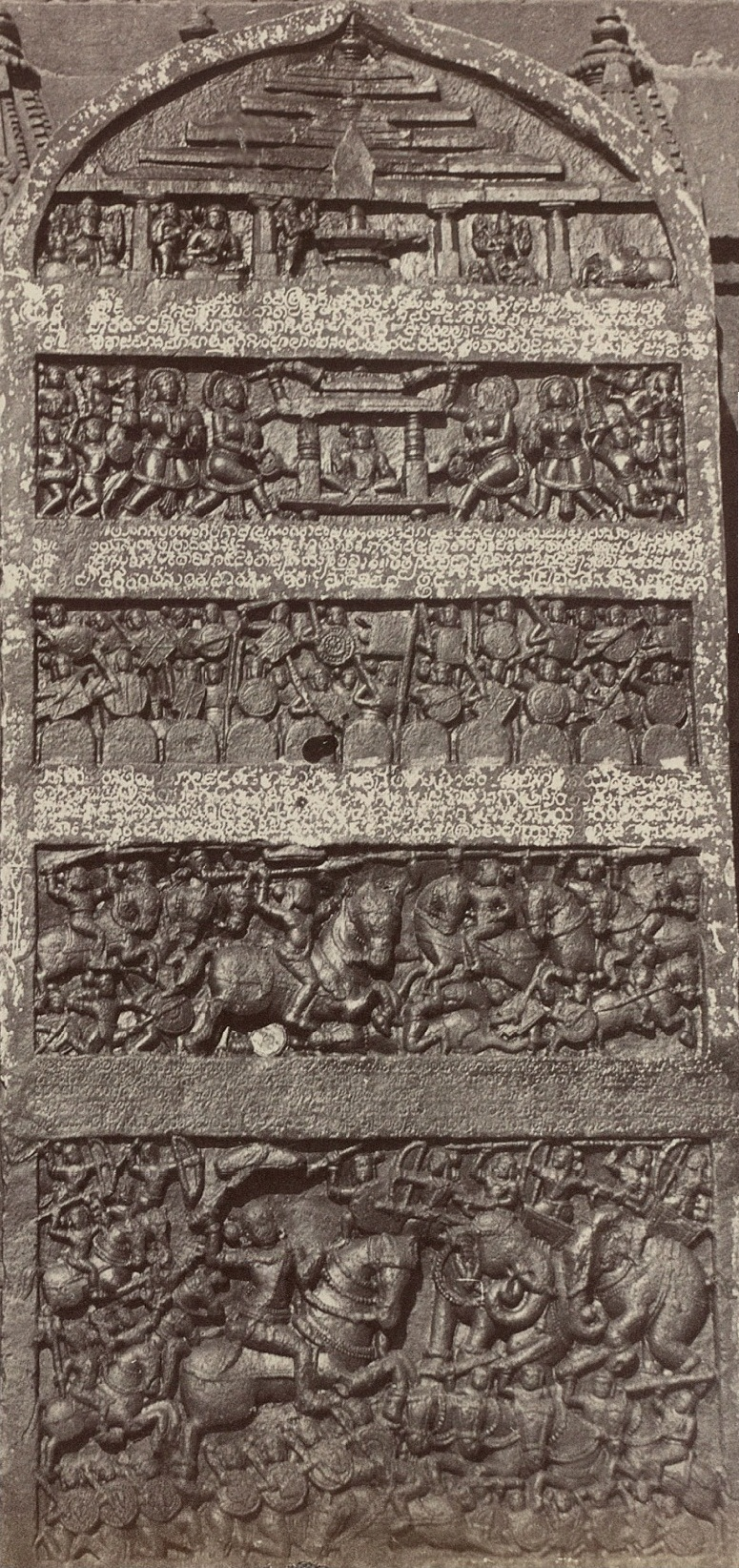
Stèle du temple Tarakeshvara de Hangal, rédigée en kannada ancien (Karnataka, XIIe siècle).
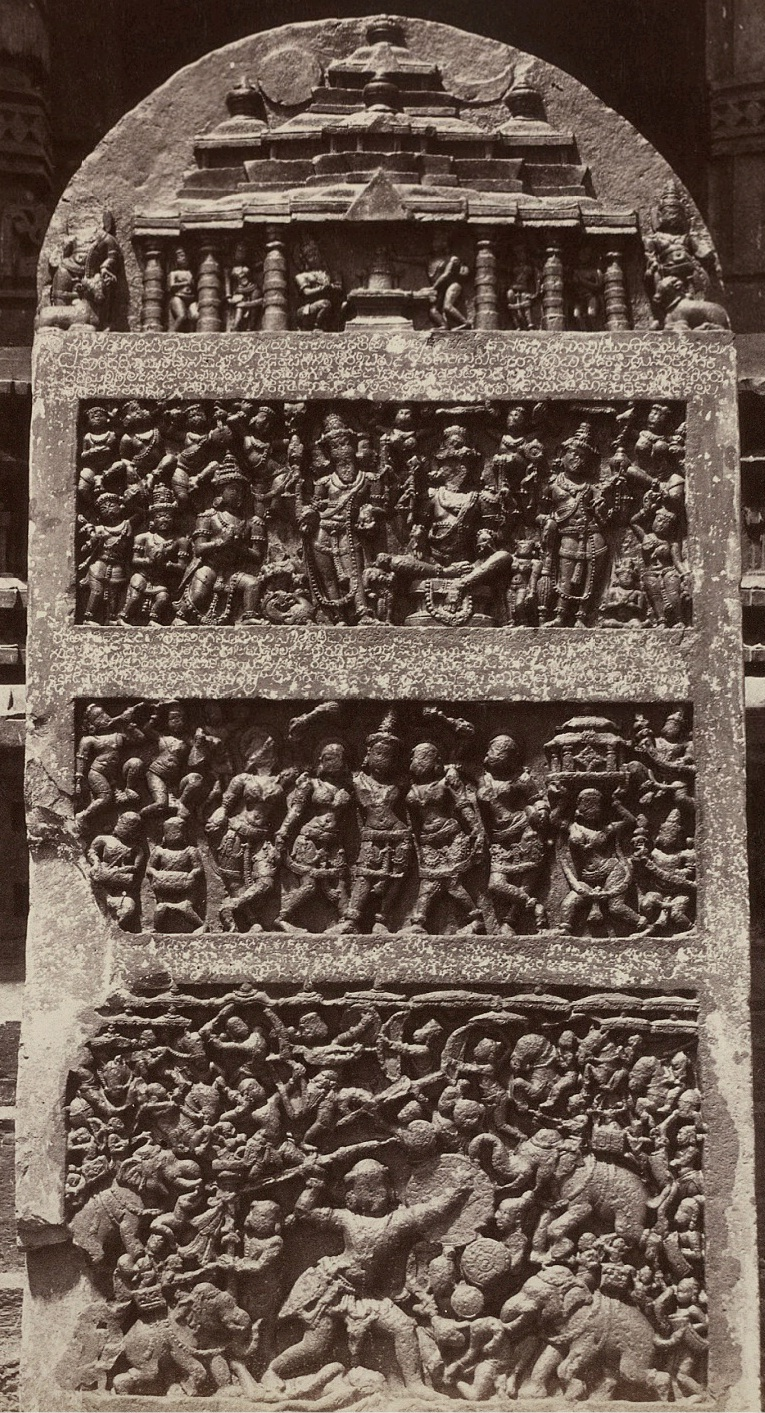
Stèle du temple Tarakeshvara de Hangal, rédigée en kannada ancien (Karnataka, XIIe siècle).
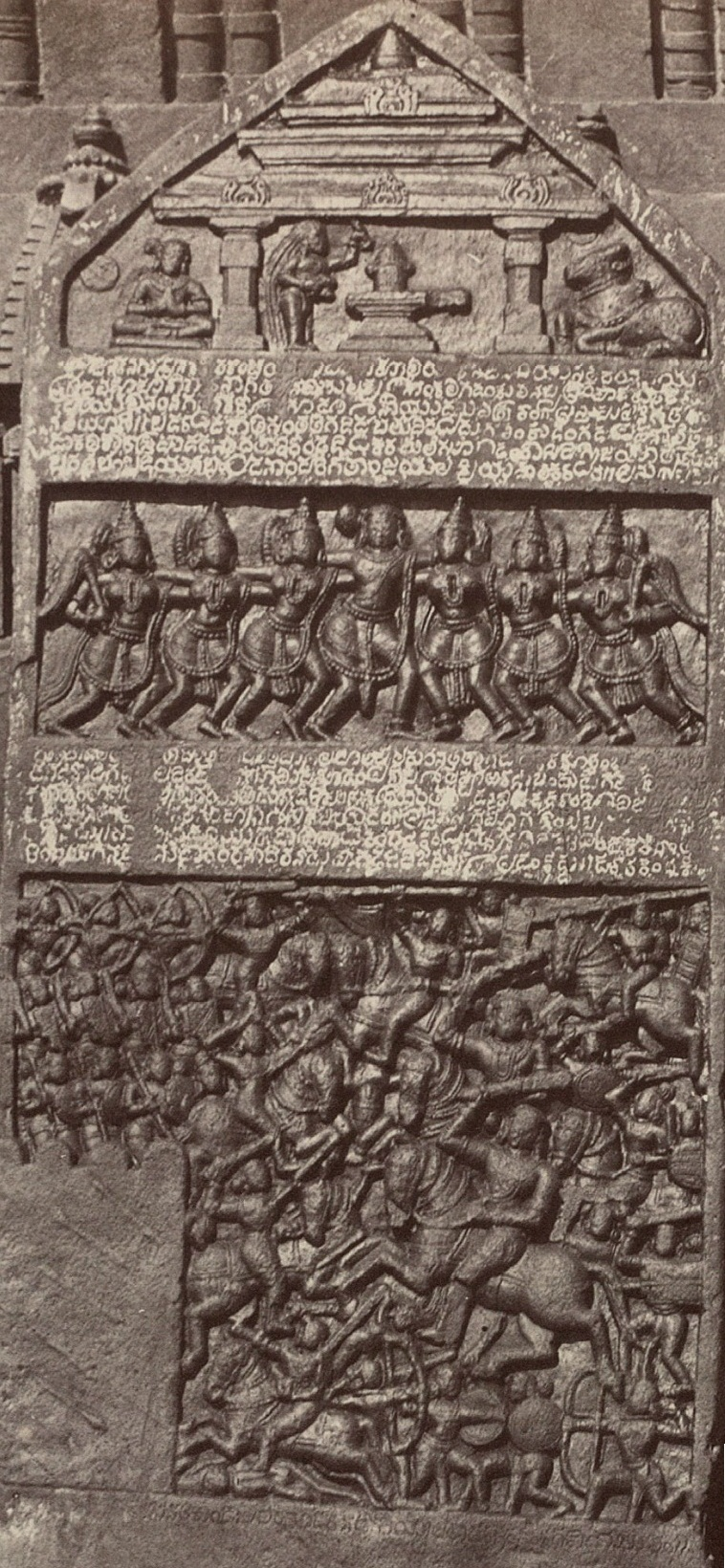
Stèle du temple Tarakeshvara de Hangal, rédigée en kannada ancien (Karnataka, XIIe siècle).
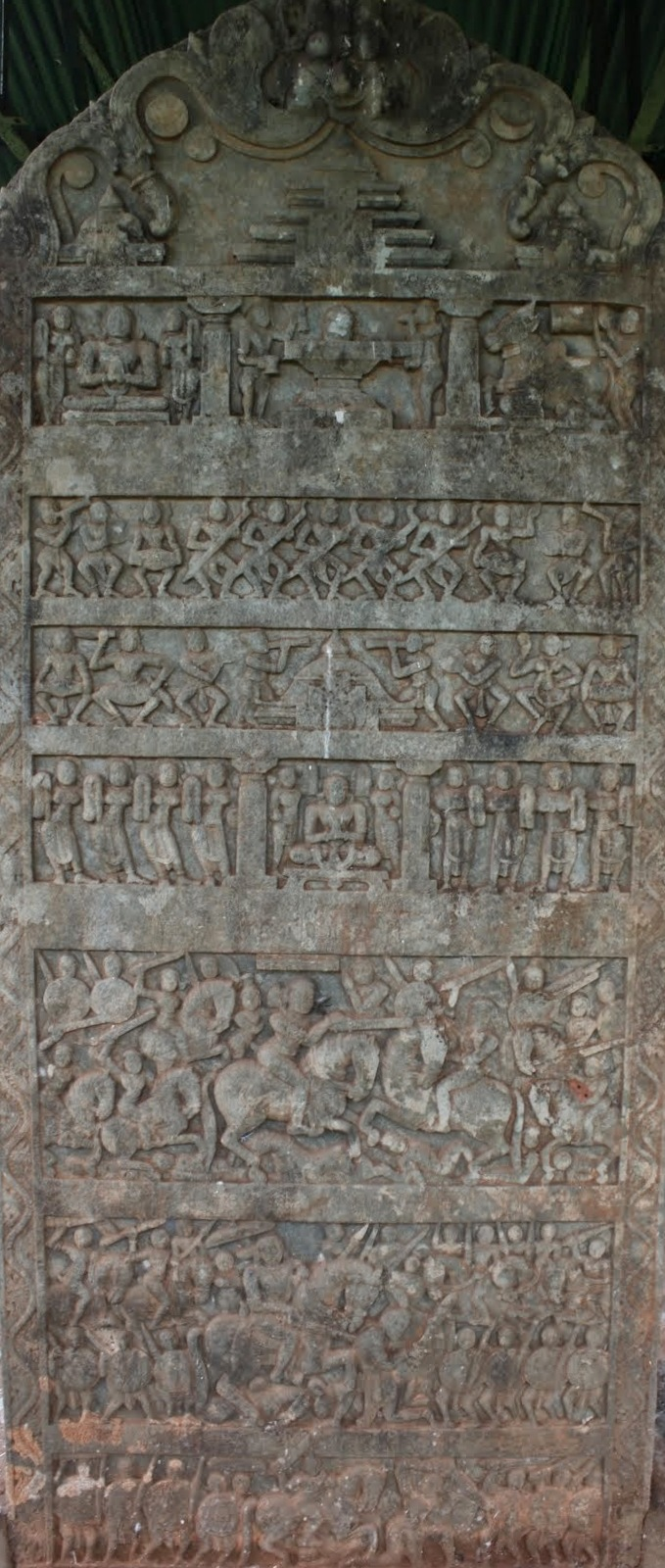
Stèle à 7 panneaux rédigée en kannada ancien (district de Siddapur, XIIe siècle).
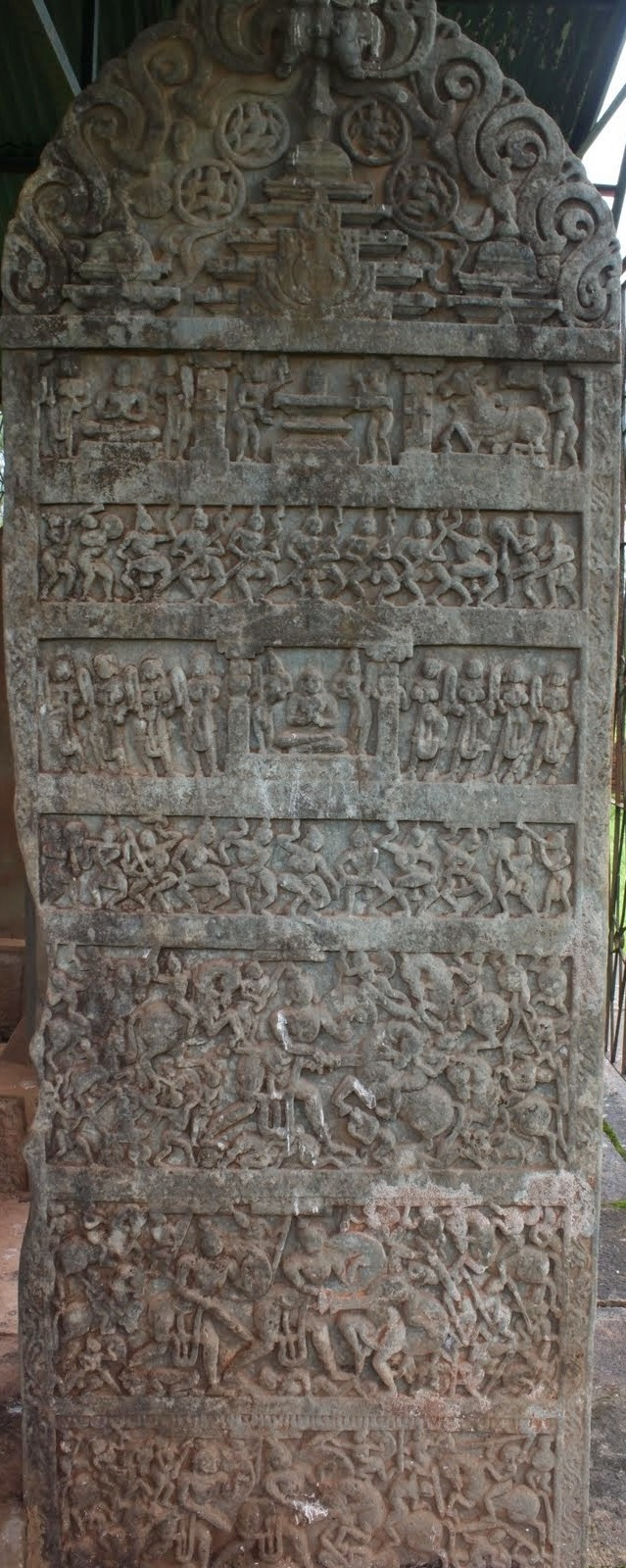
Stèle à 7 panneaux rédigée en kannada ancien (district de Siddapur, XIIe siècle).
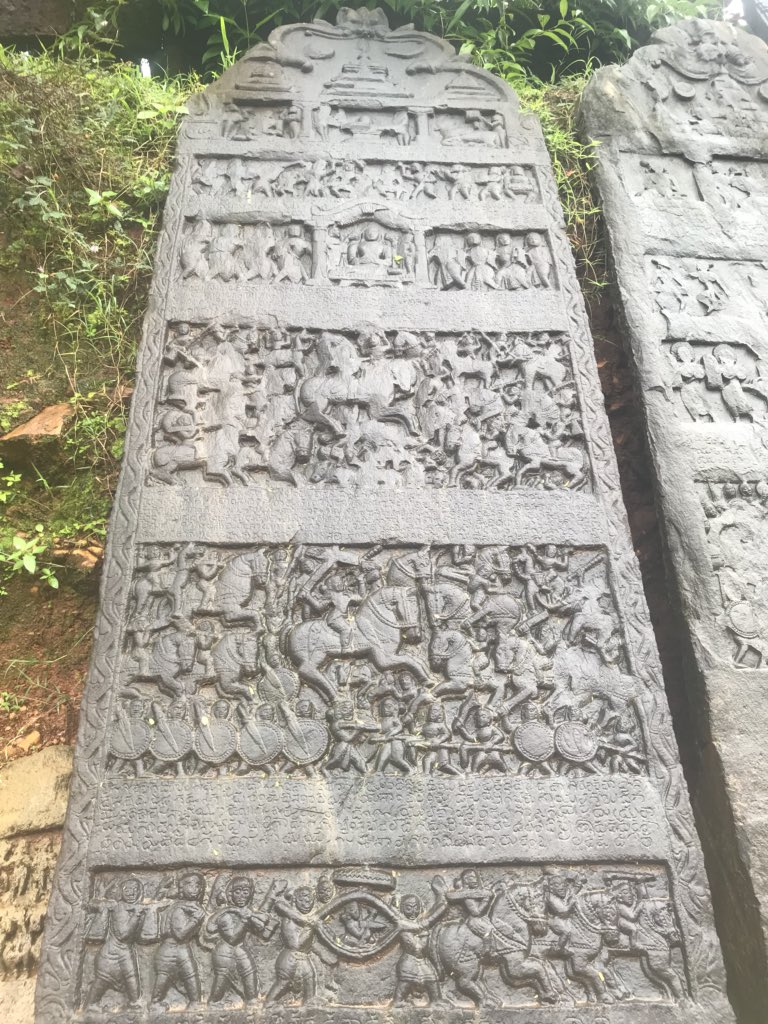
Stèle à 7 panneaux rédigée en kannada ancien (district de Shimoga, XIIe siècle).
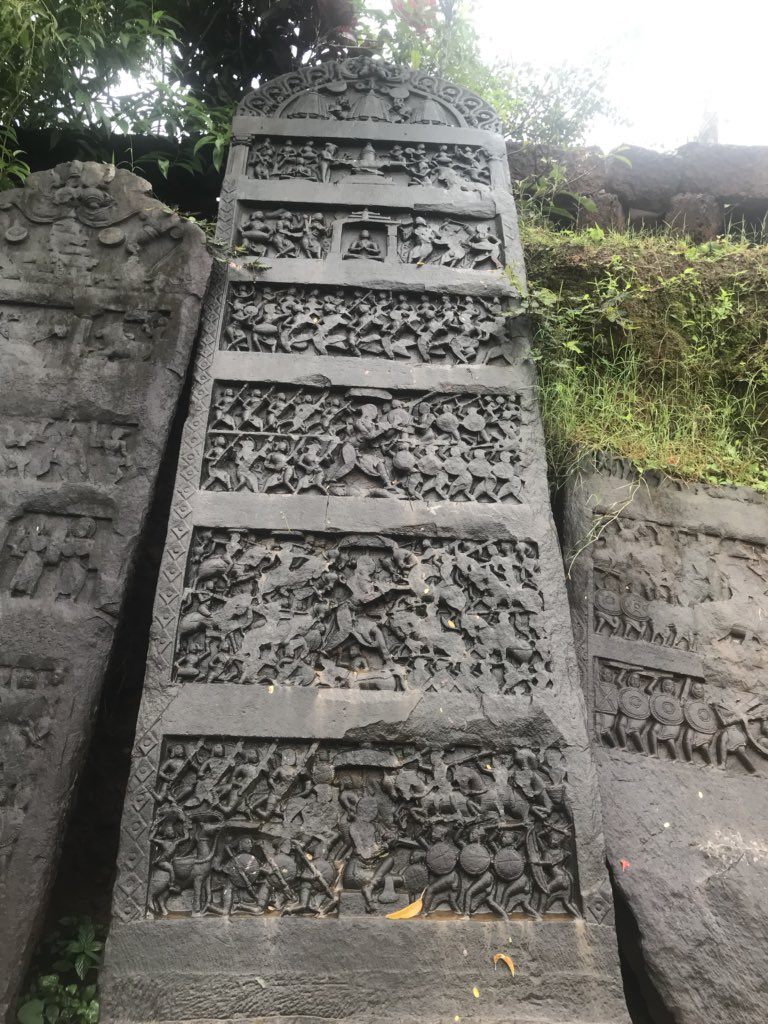
Stèle à 7 panneaux rédigée en kannada ancien (district de Shimoga, XIIe siècle).
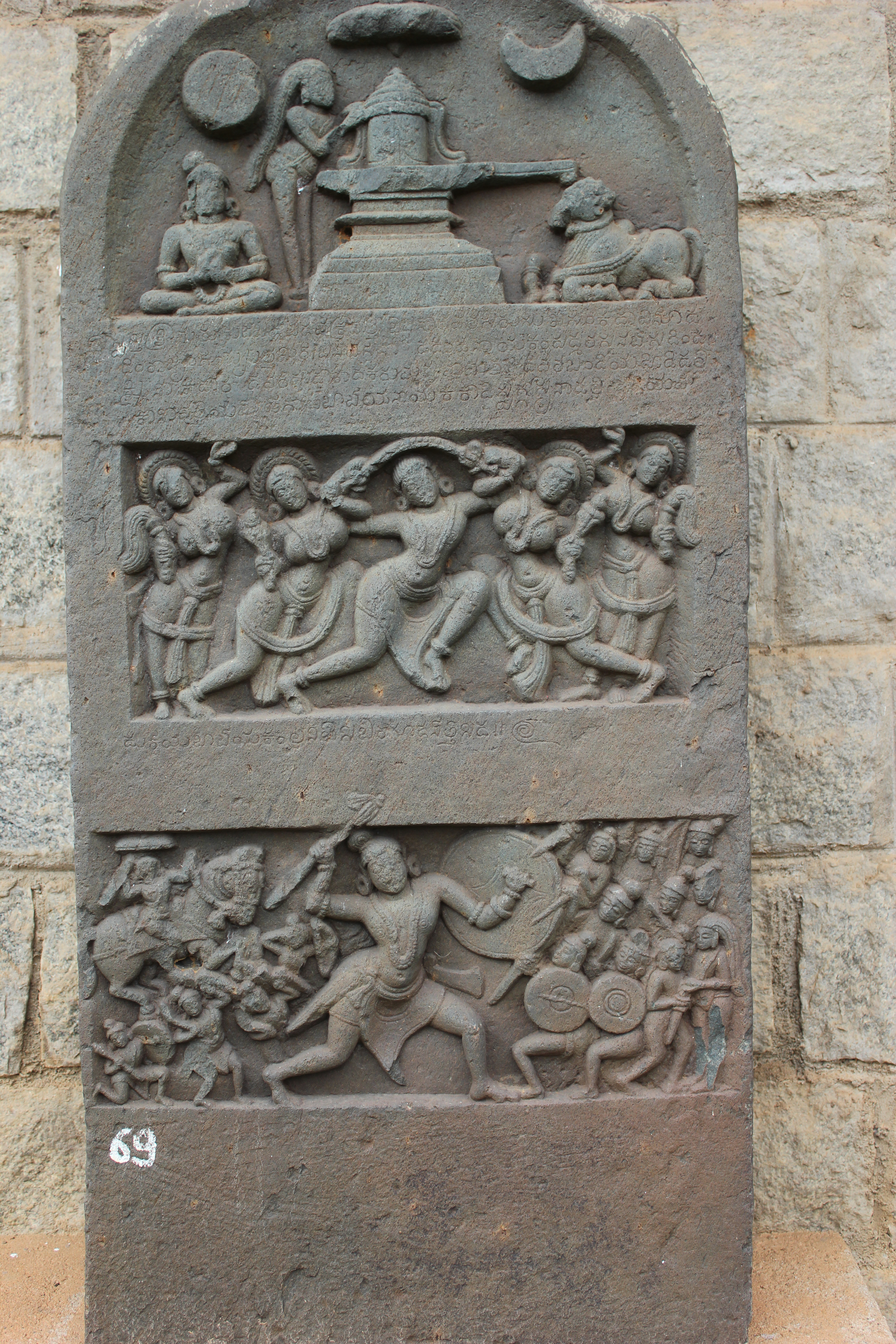
Stèle en kannada ancien du règne de Bidjala (vers 1160), au temple de Kedareshvara à Balligavi (district de Shimoga)
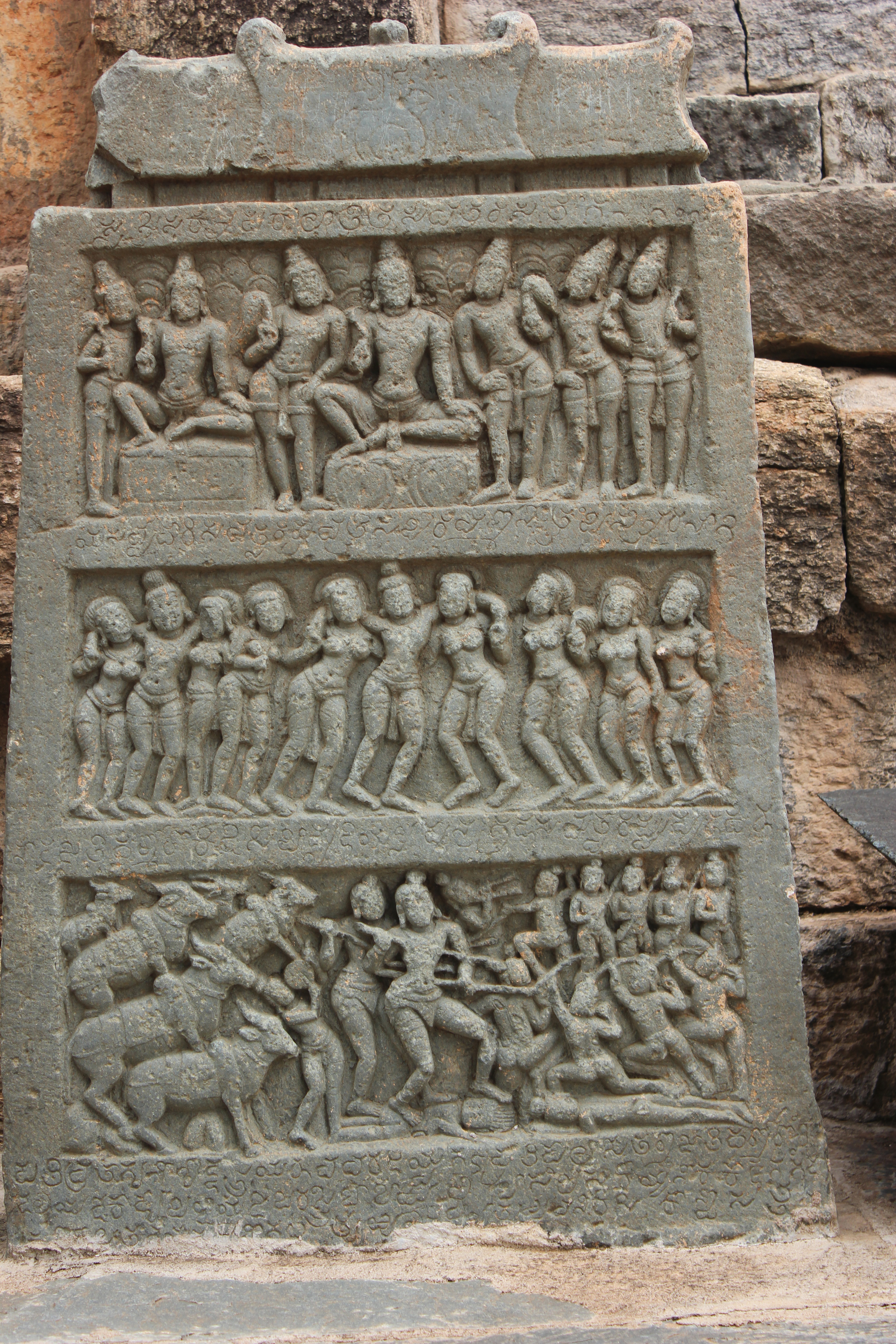
Stèle du XIIe siècle au temple de Kalleshvara à Bagali dans le district de Davangere)
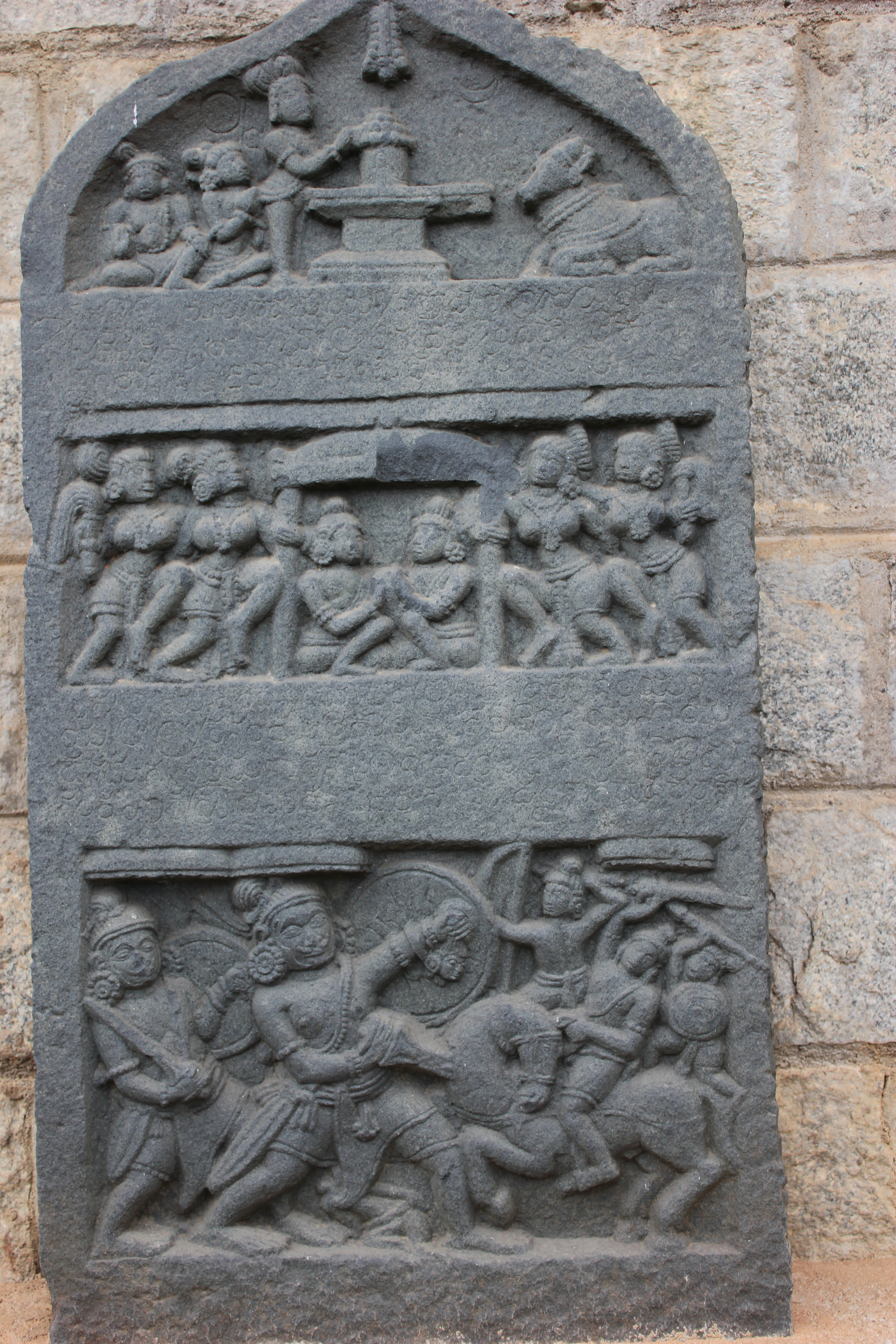
Stèle du règne de Ahavamalla (XIIe siècle) au temple de Kedareshvara à Balligavi
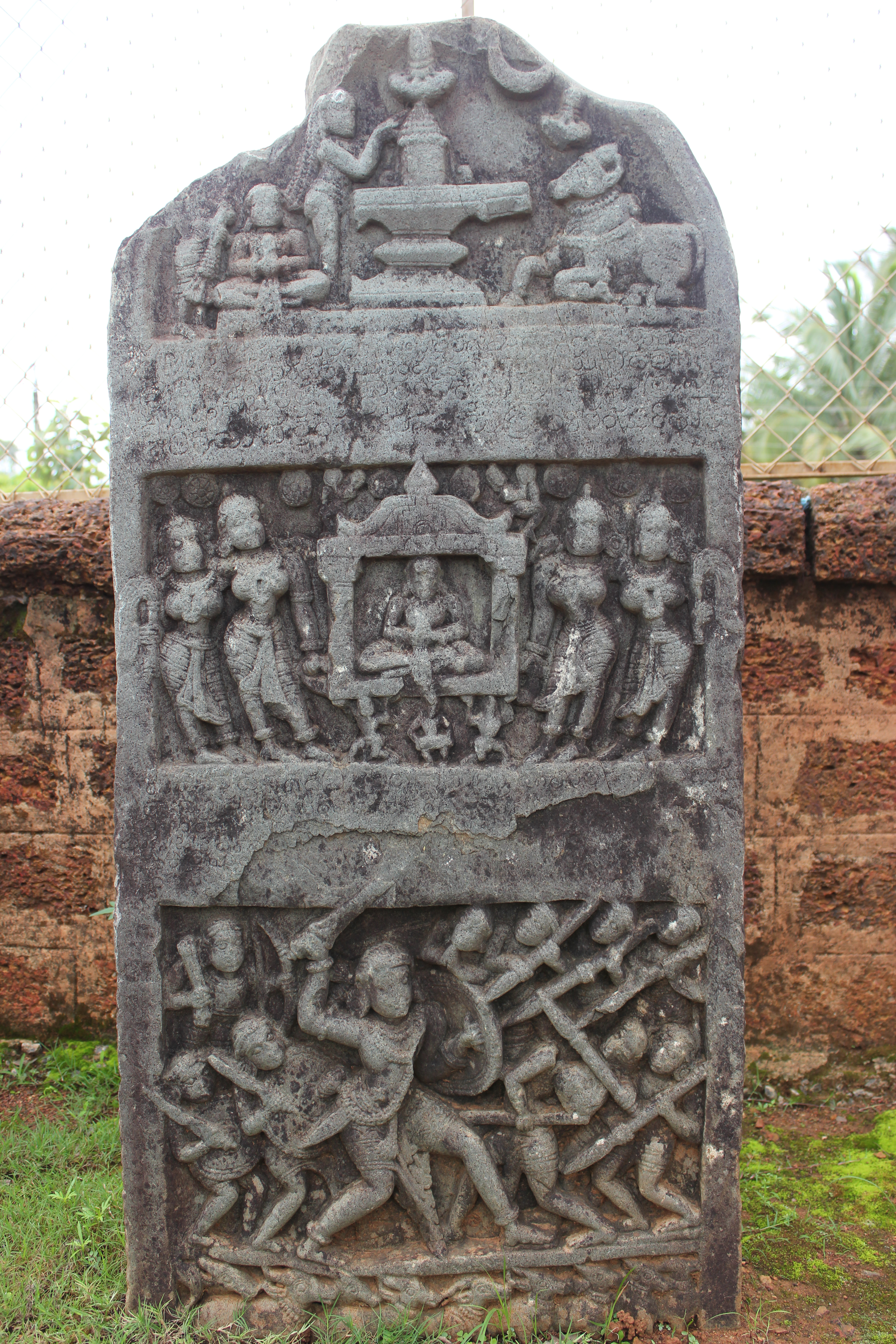
Stèle du règne du roi Yadava Singhana II au temple de Kaitabeshvara à Kubatur (district de Shimoga)
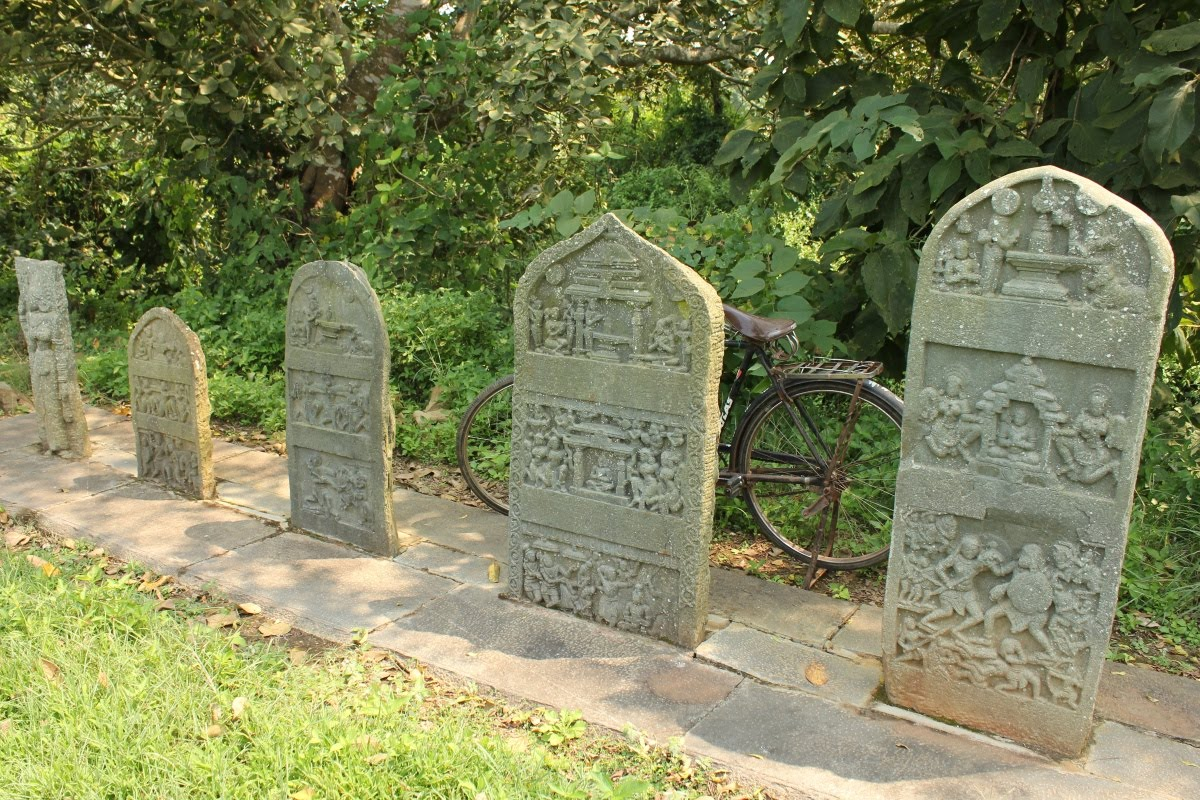
Stèle du Xe siècle (Trimurthi Narayana Gudi)
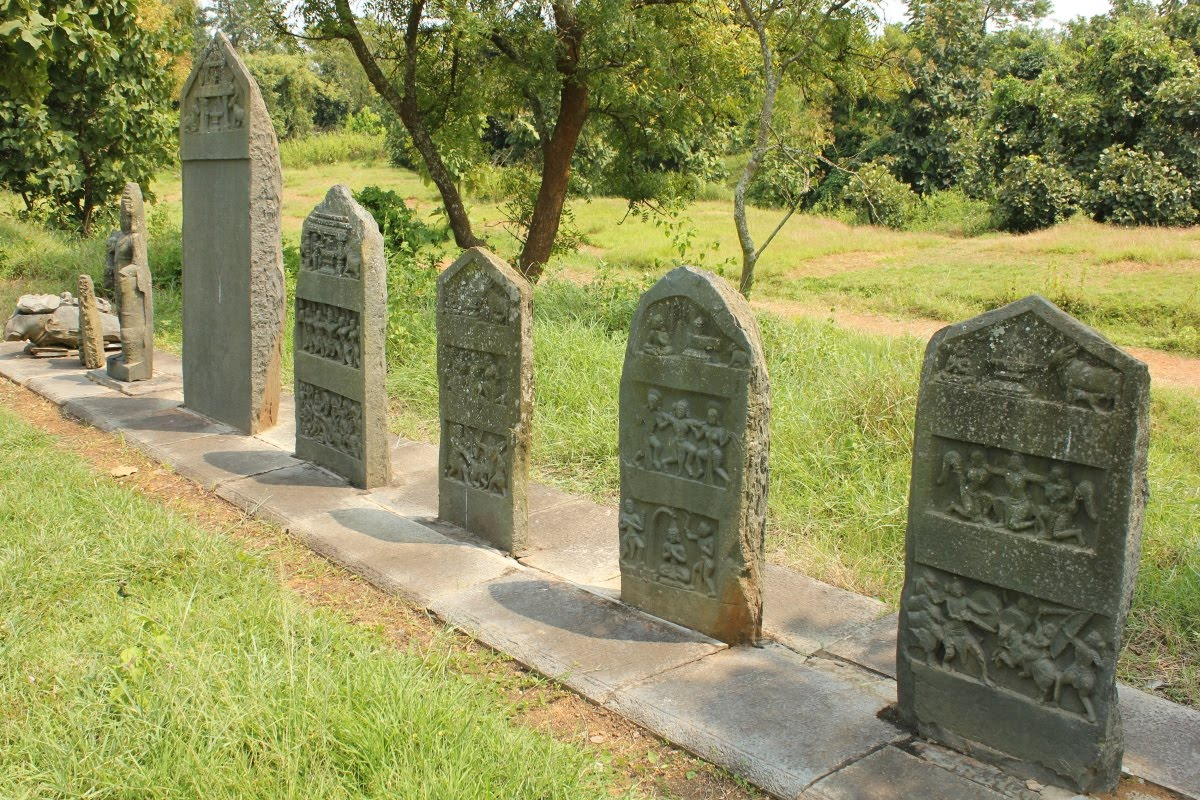
Stèle du Xe siècle (Trimurthi Narayana Gudi)
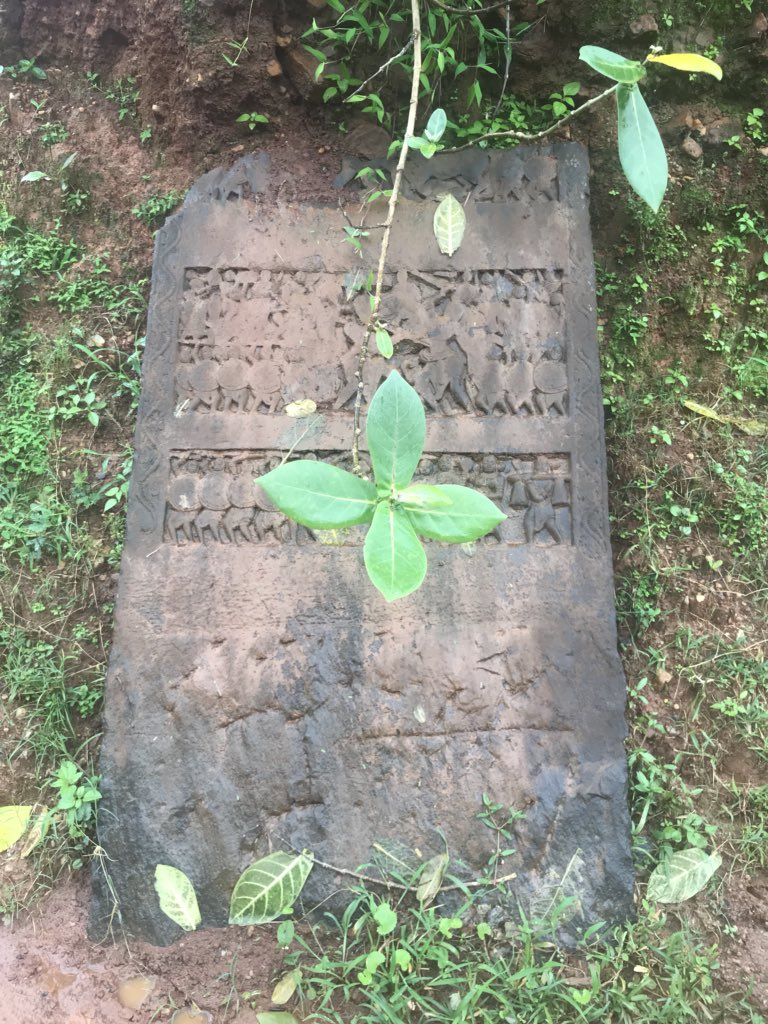
Stèle en kannada ancien datée de l'an 1152  (district de Shimoga)
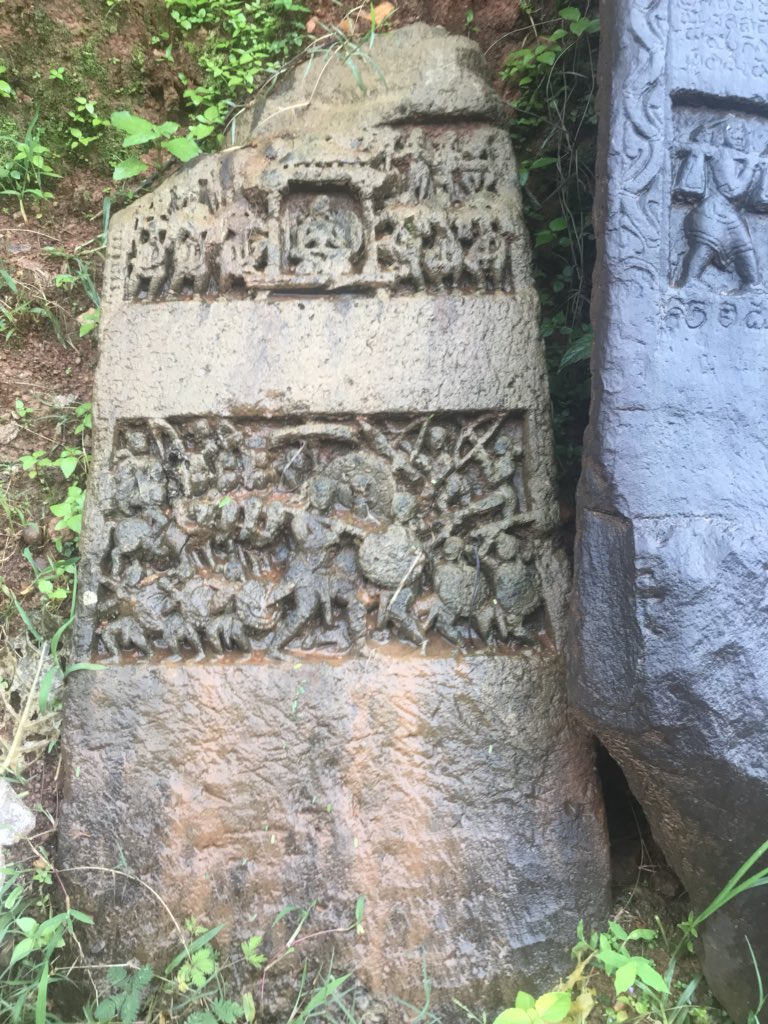
Stèle en kannada ancien datée de l'an 1152  (district de Shimoga)
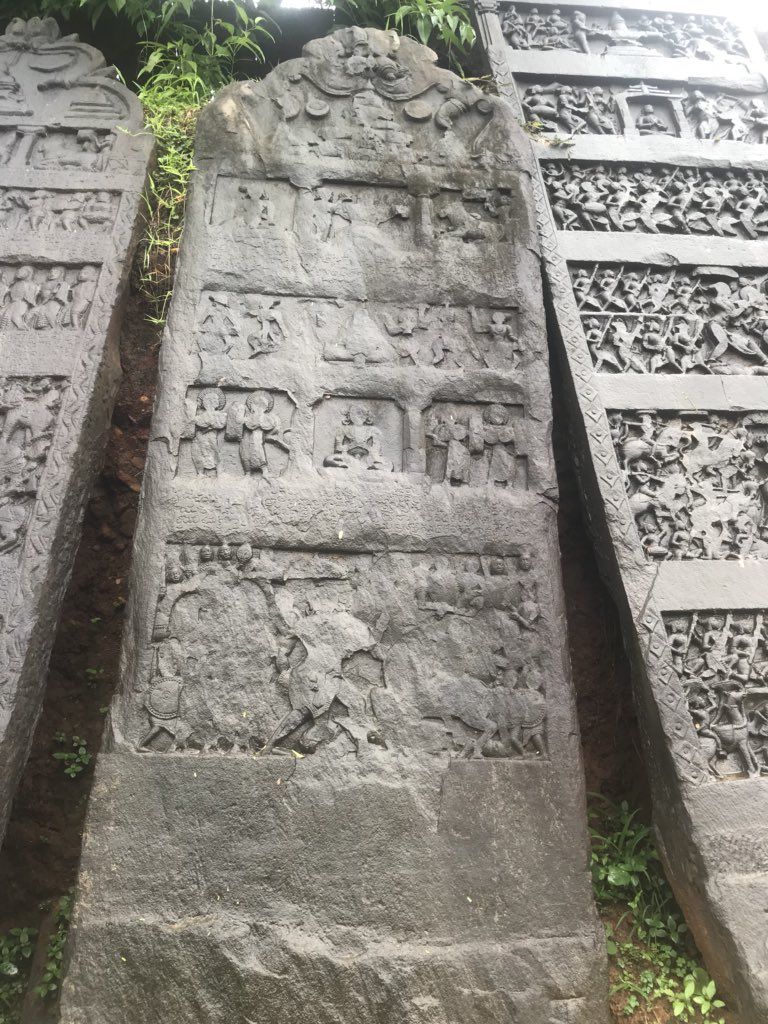
Stèle en kannada ancien datée de l'an 1152  (district de Shimoga)
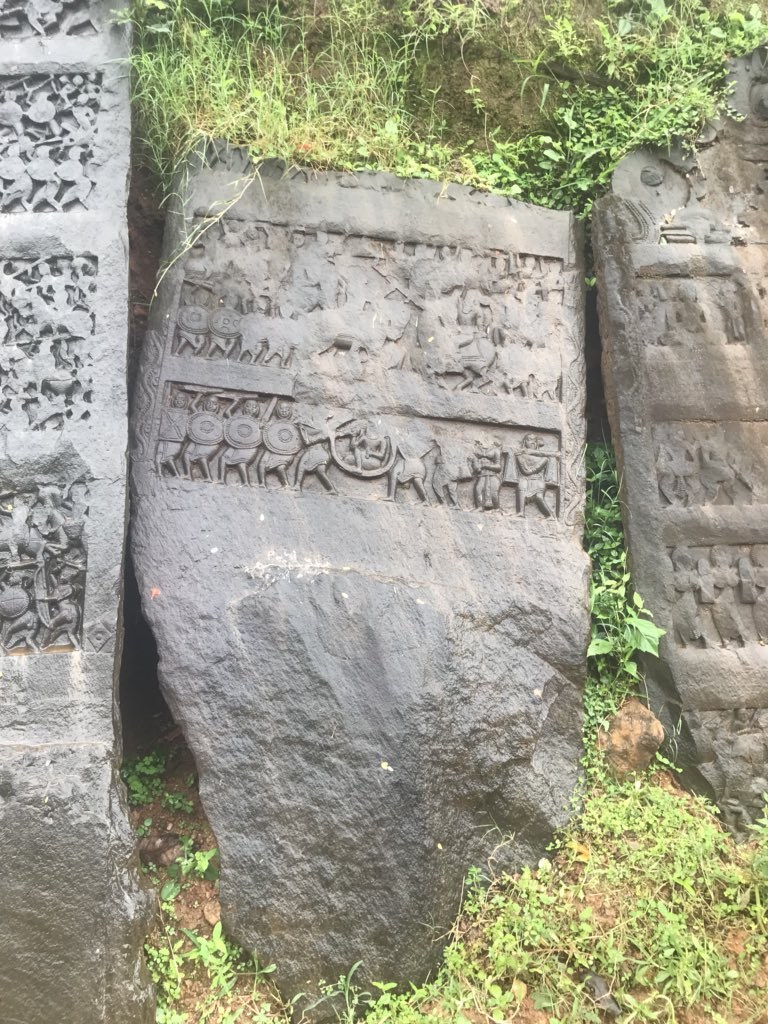
Stèle en kannada ancien datée de l'an 1152  (district de Shimoga)
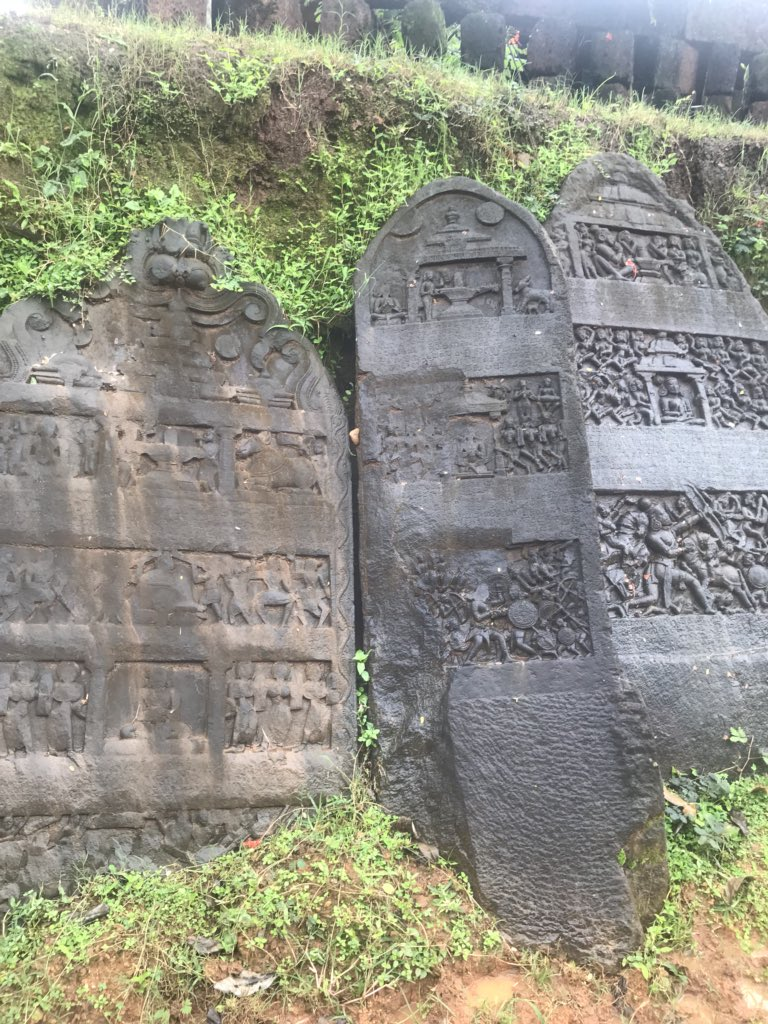
Stèle en kannada ancien datée de l'an 1152  (district de Shimoga)
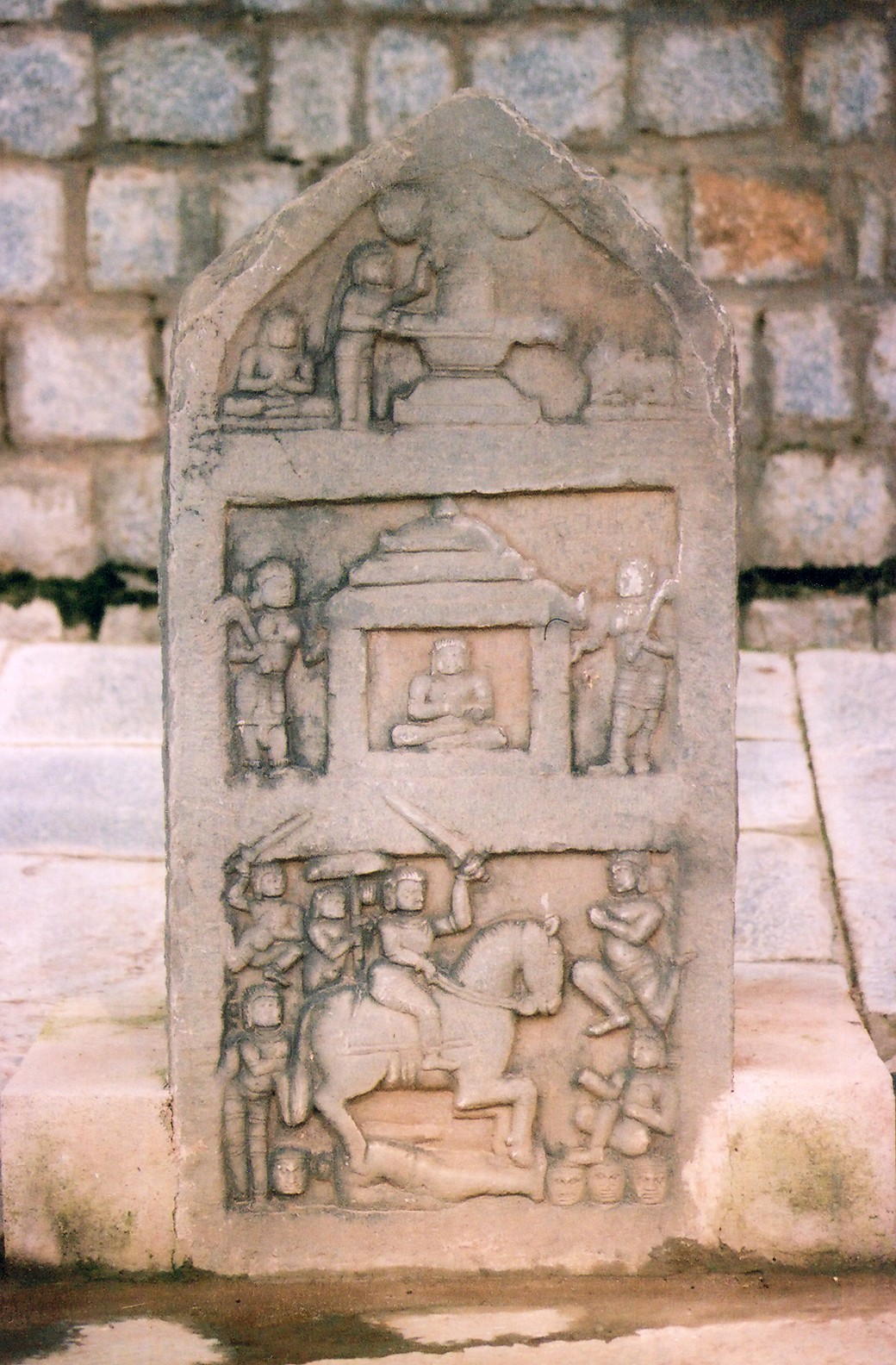
Stèle de la dernière période des Tchaloukya (temple  Siddhesvara à Haveri)
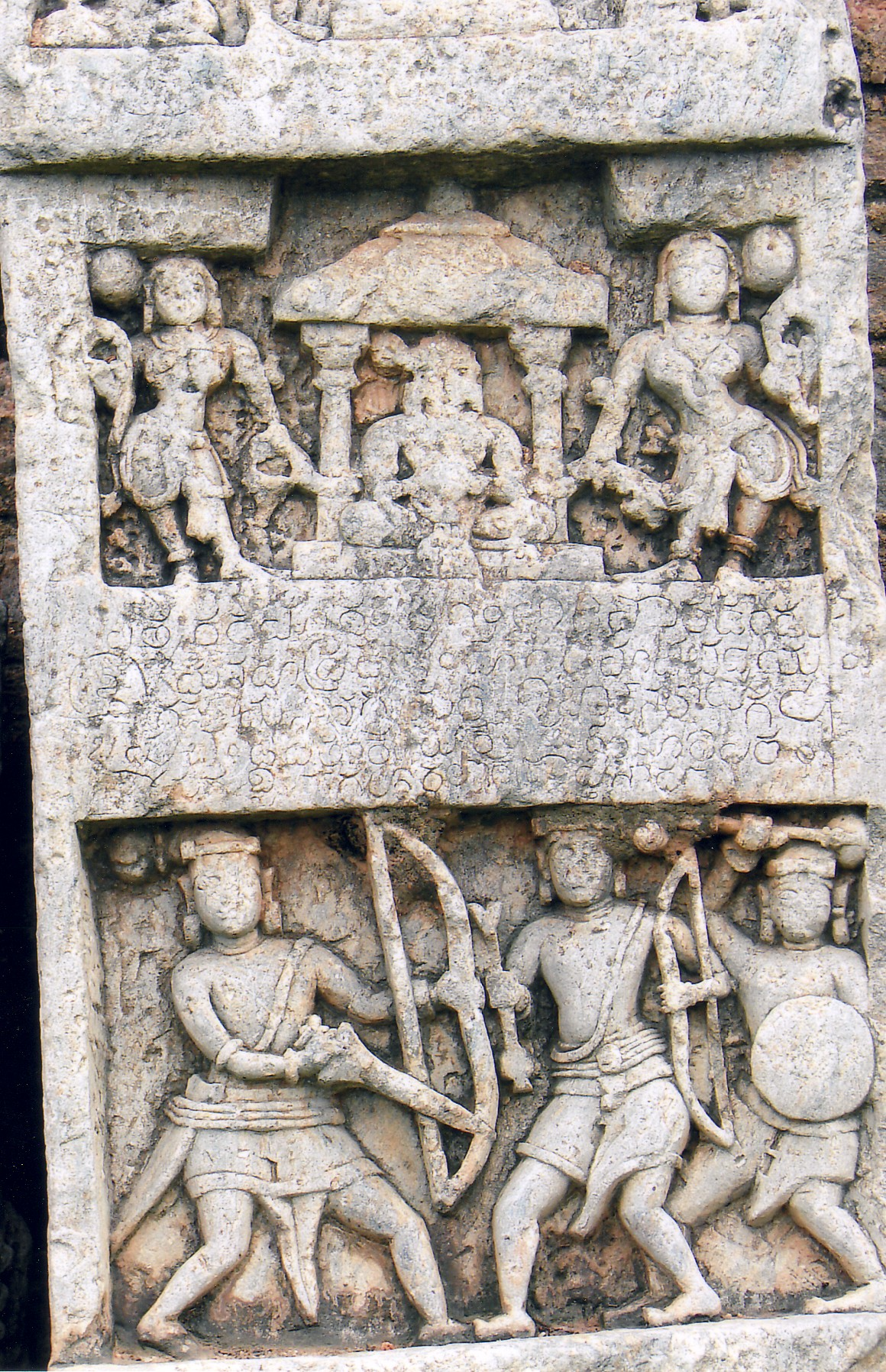
Stèle en kannada ancien de l'an 1220, à Arasikere, au Karnataka
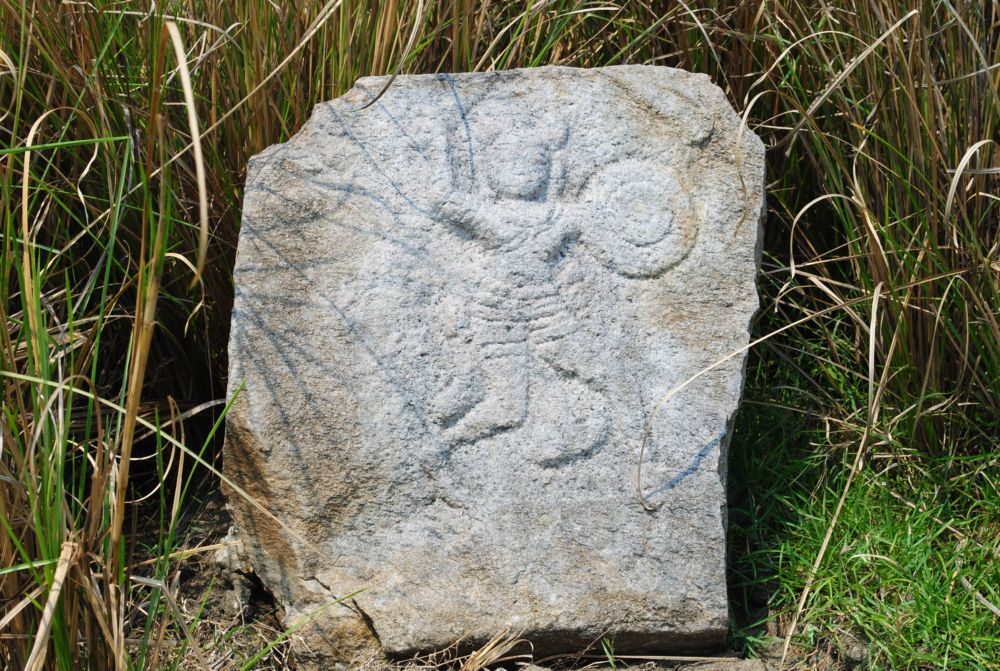
Stèle de Murugamangalam (Tamil Nadu)
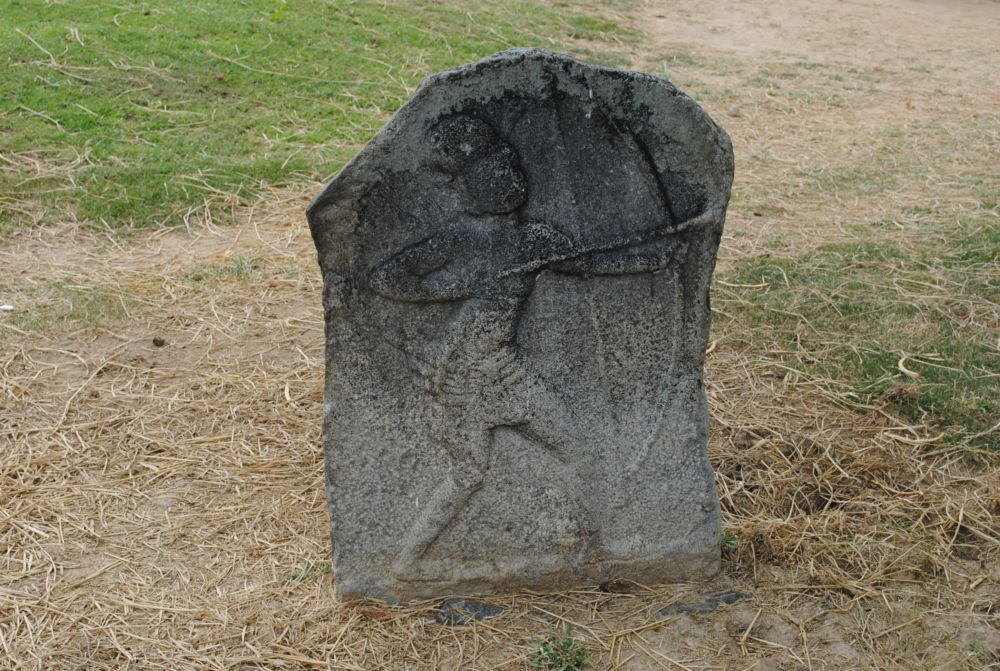
Stèle de Narasinga Puram (XIIe siècle, Tamil Nadu)
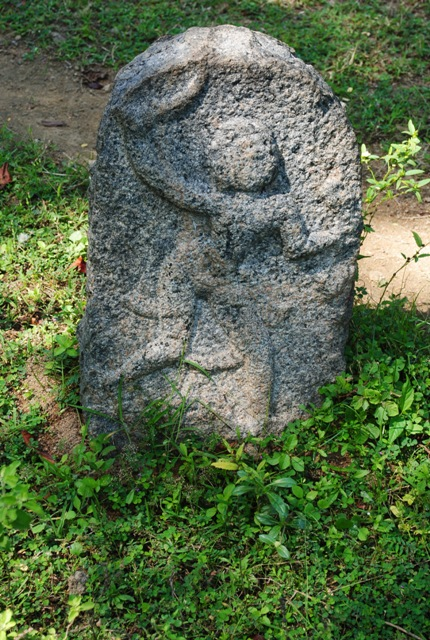
Stèle de Tatchampadi (Tamil Nadu)
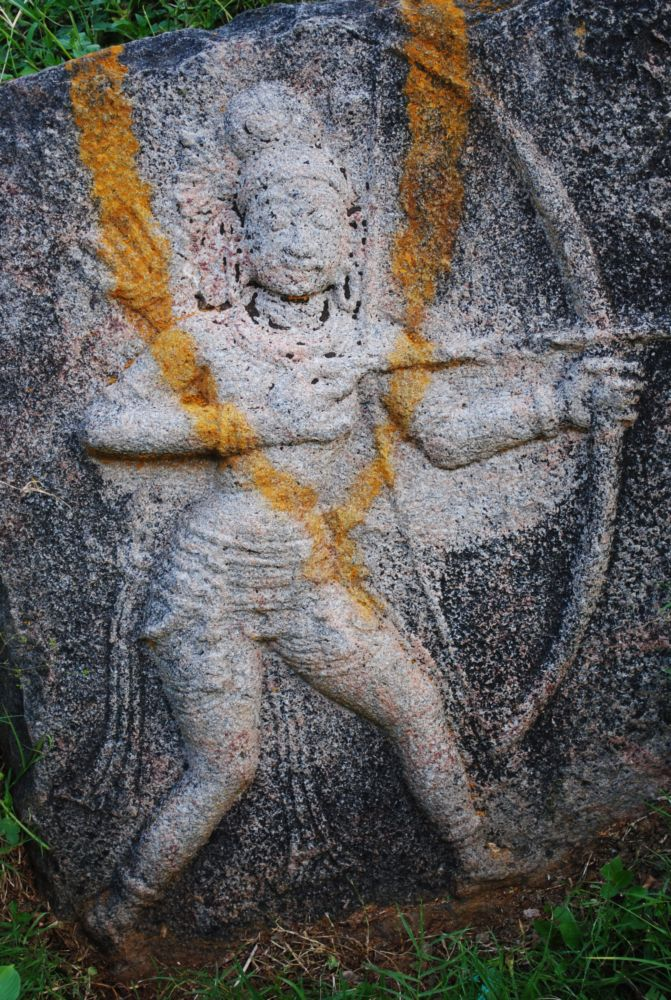
Stèle d’Olakkaravaadi (XIIe siècle, Tamil Nadu)
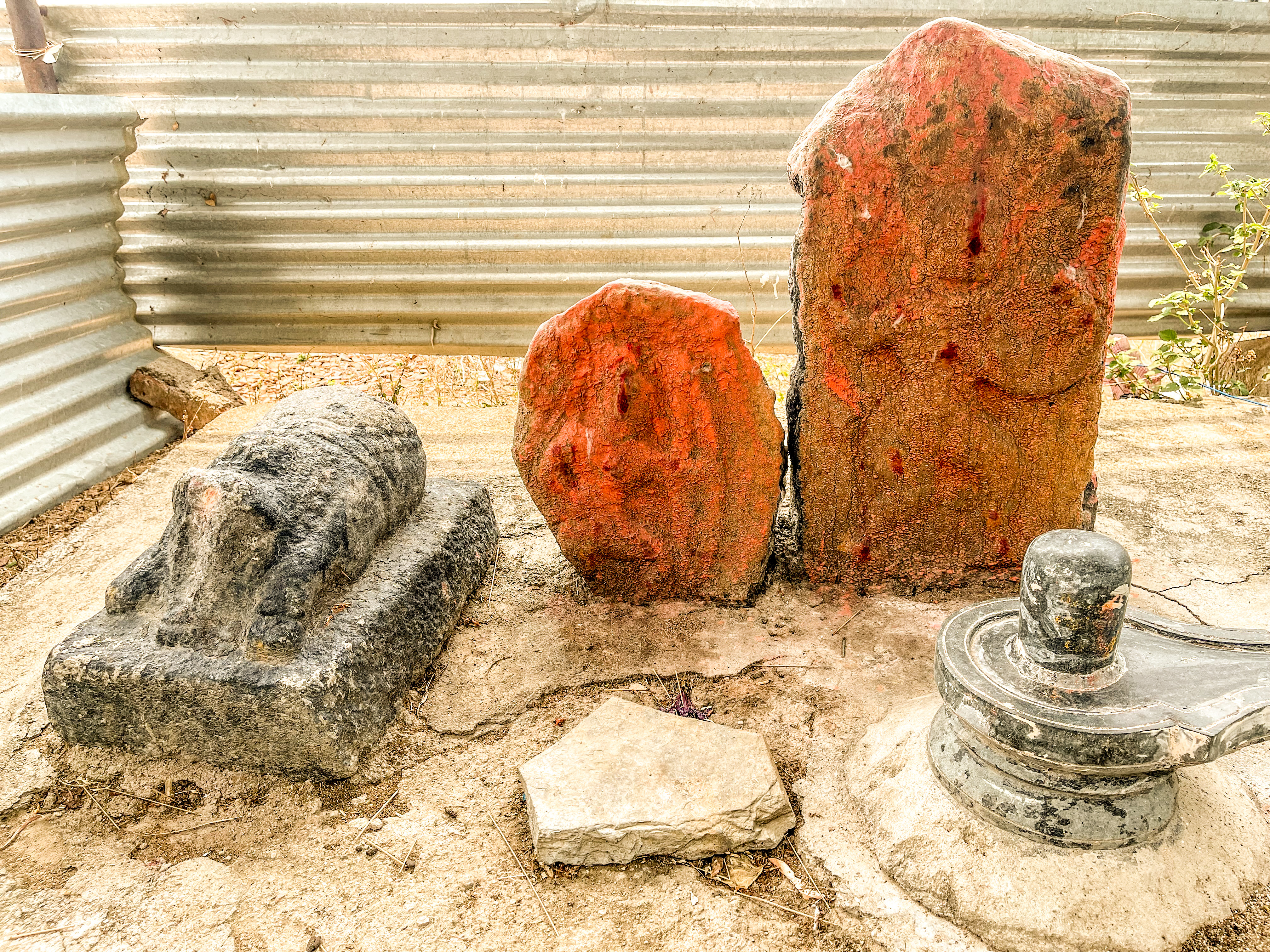
Deux stèles de Kothapally (district de Telangana)
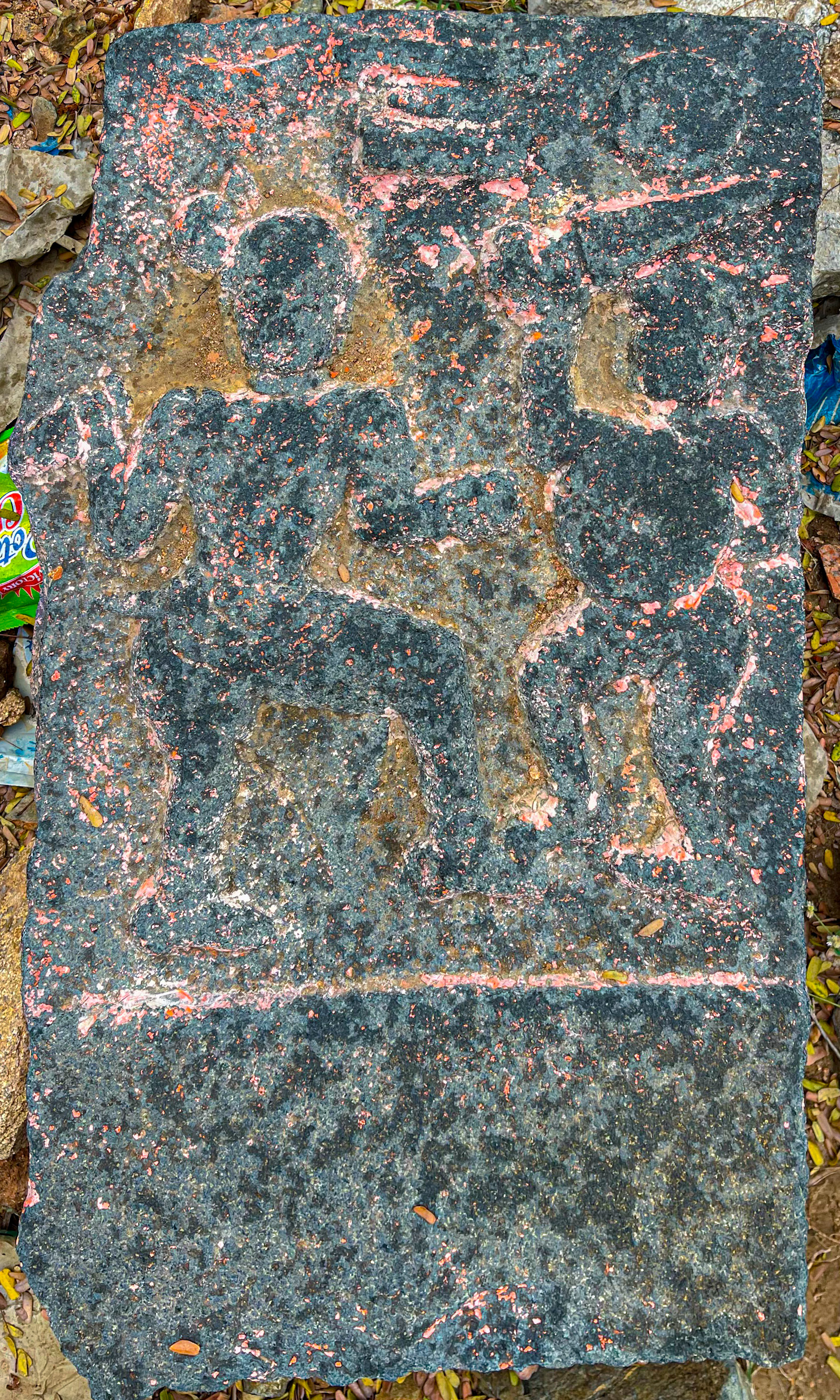
Stèle retrouvée sur les berges du Godavari Tadpakal (district de  Telangana)
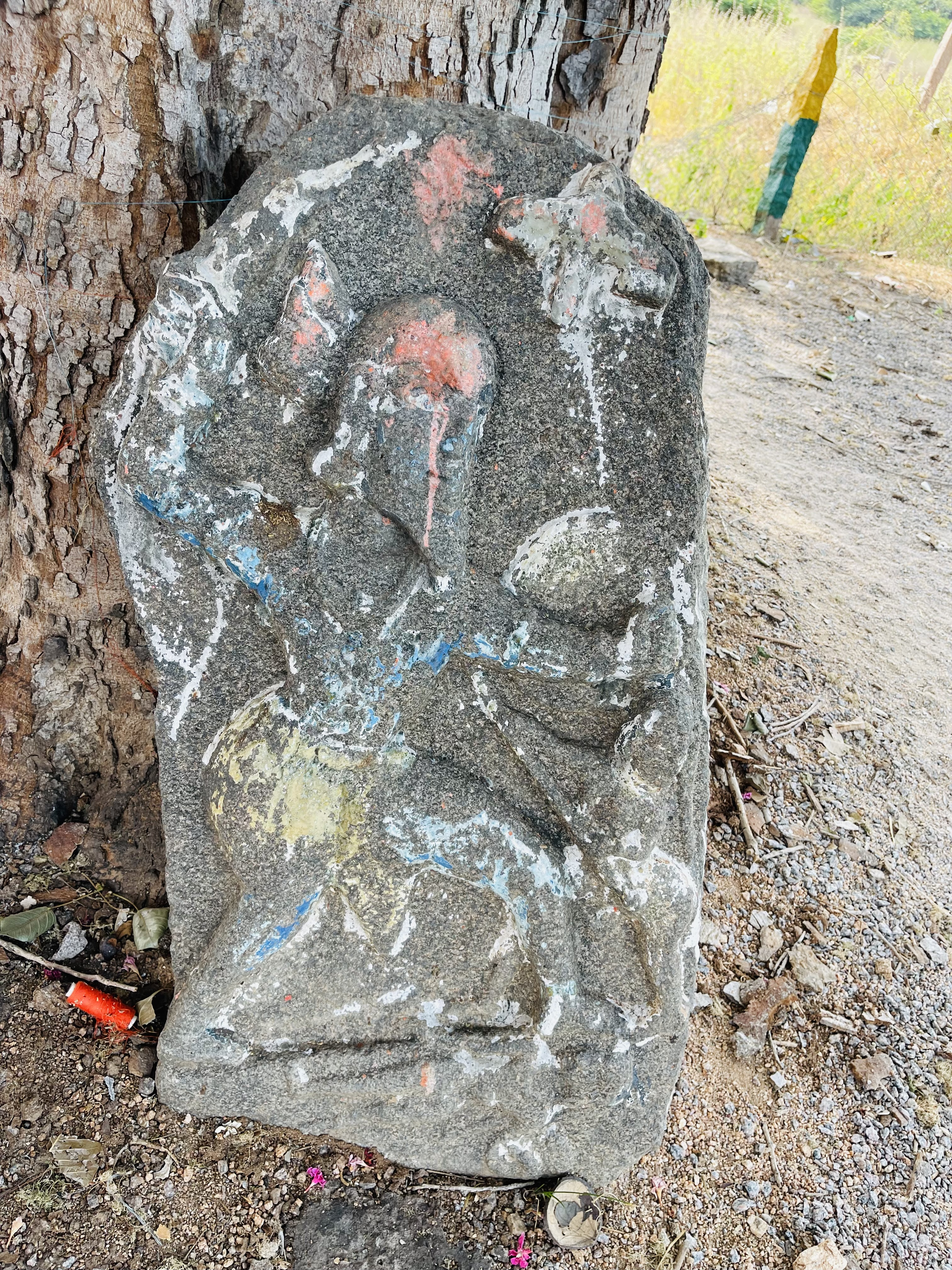
Stèle dégagée à Mallapur dans le district de Telangana
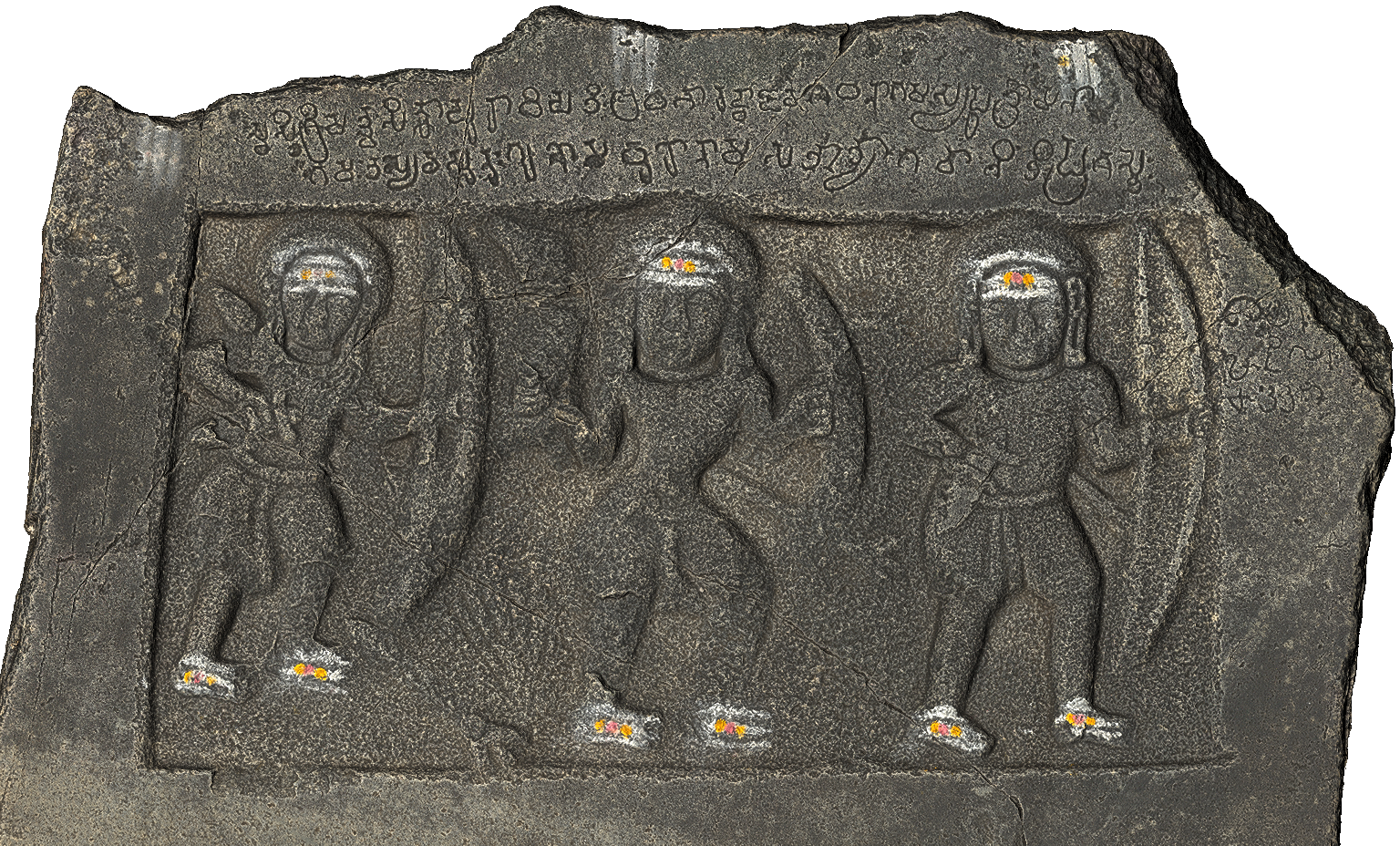
Scan 3D d'une stèle de l'an 500 (Gunamadhura)
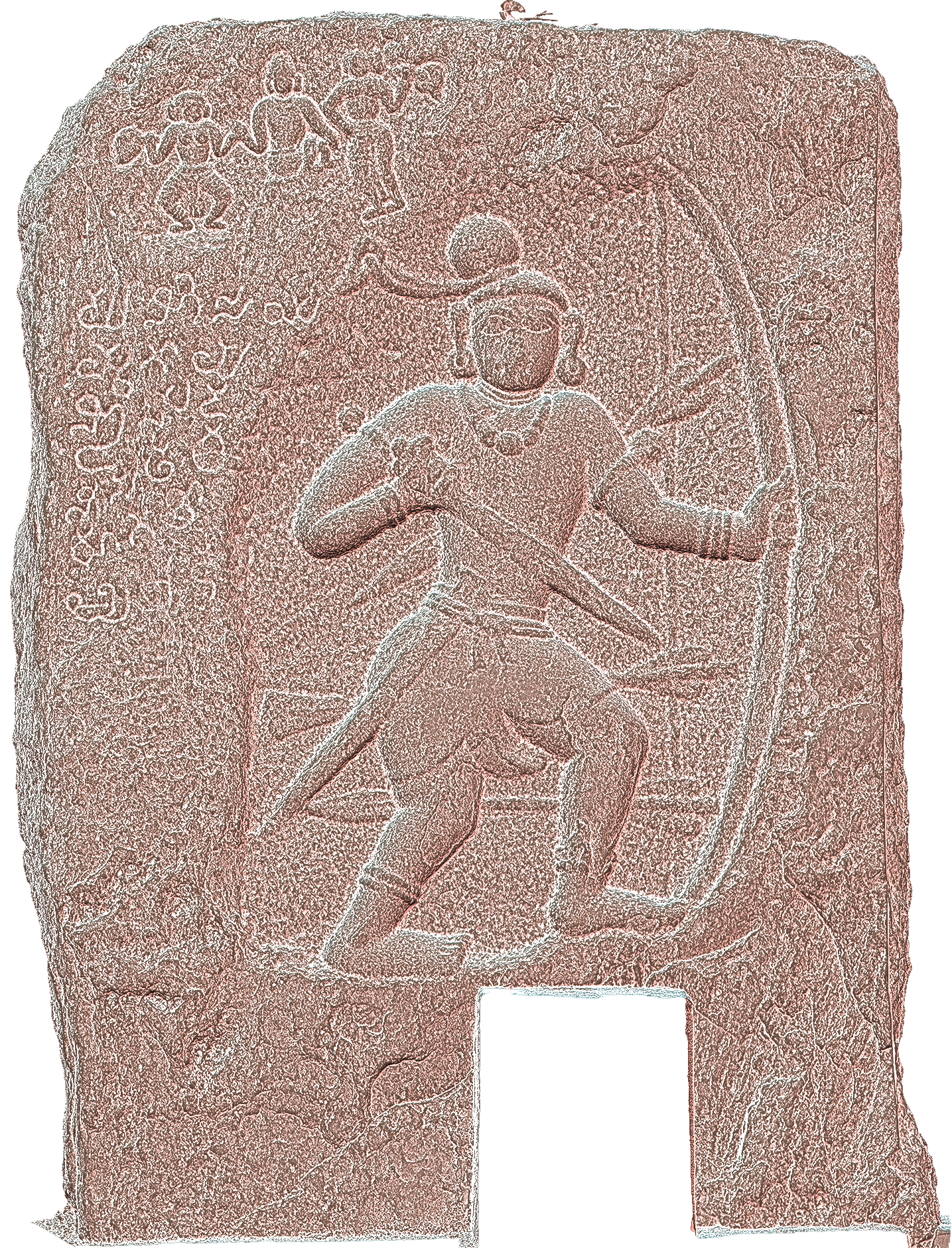
Scan 3D d'une stèle des bas-reliefs de Marasuru Madivala (Bengaluru) (IXe siècle)
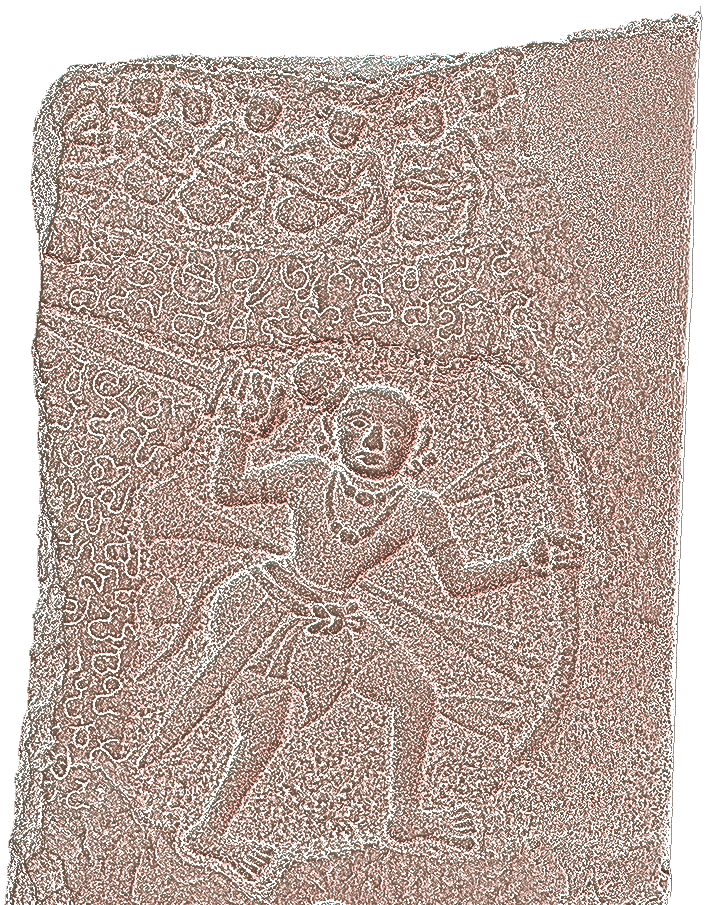
Bas-reliefs de Marasuru Madivala
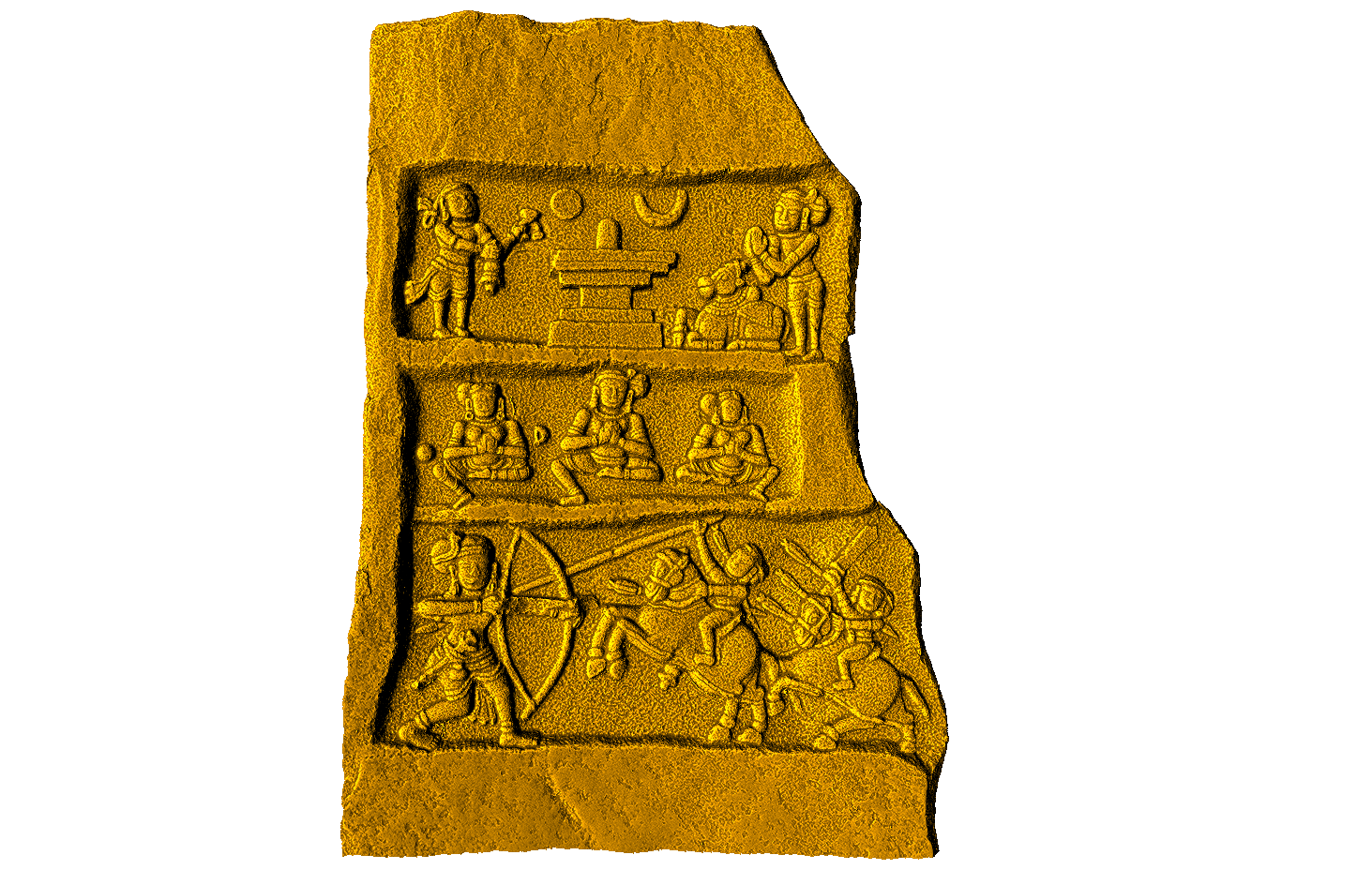
Bas-reliefs de Gulakamale
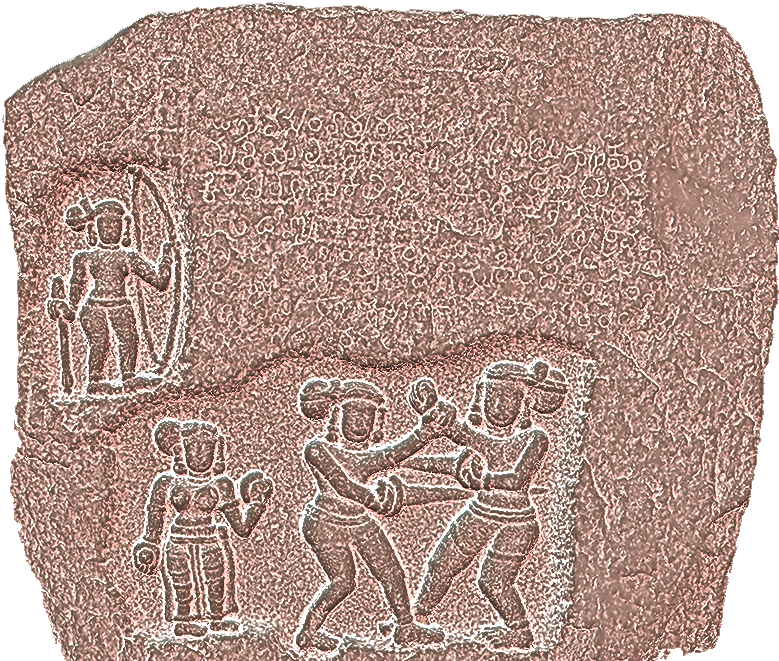
Scan 3D des bas-reliefs de Gulakamale (XIVe siècle)
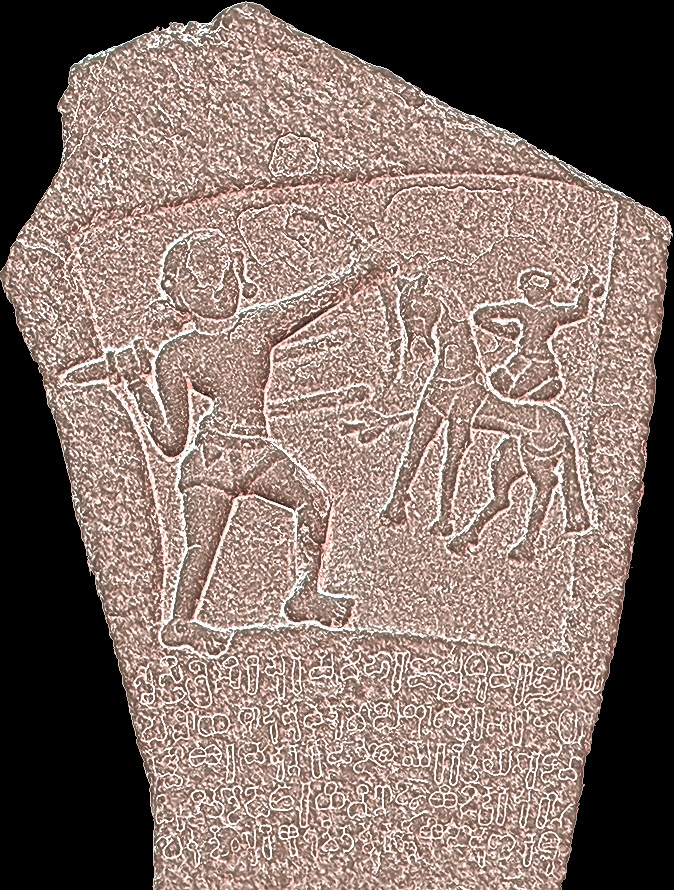
Scan 3D de la stèle d'Hebbal-Kittayya.